# オープンカー

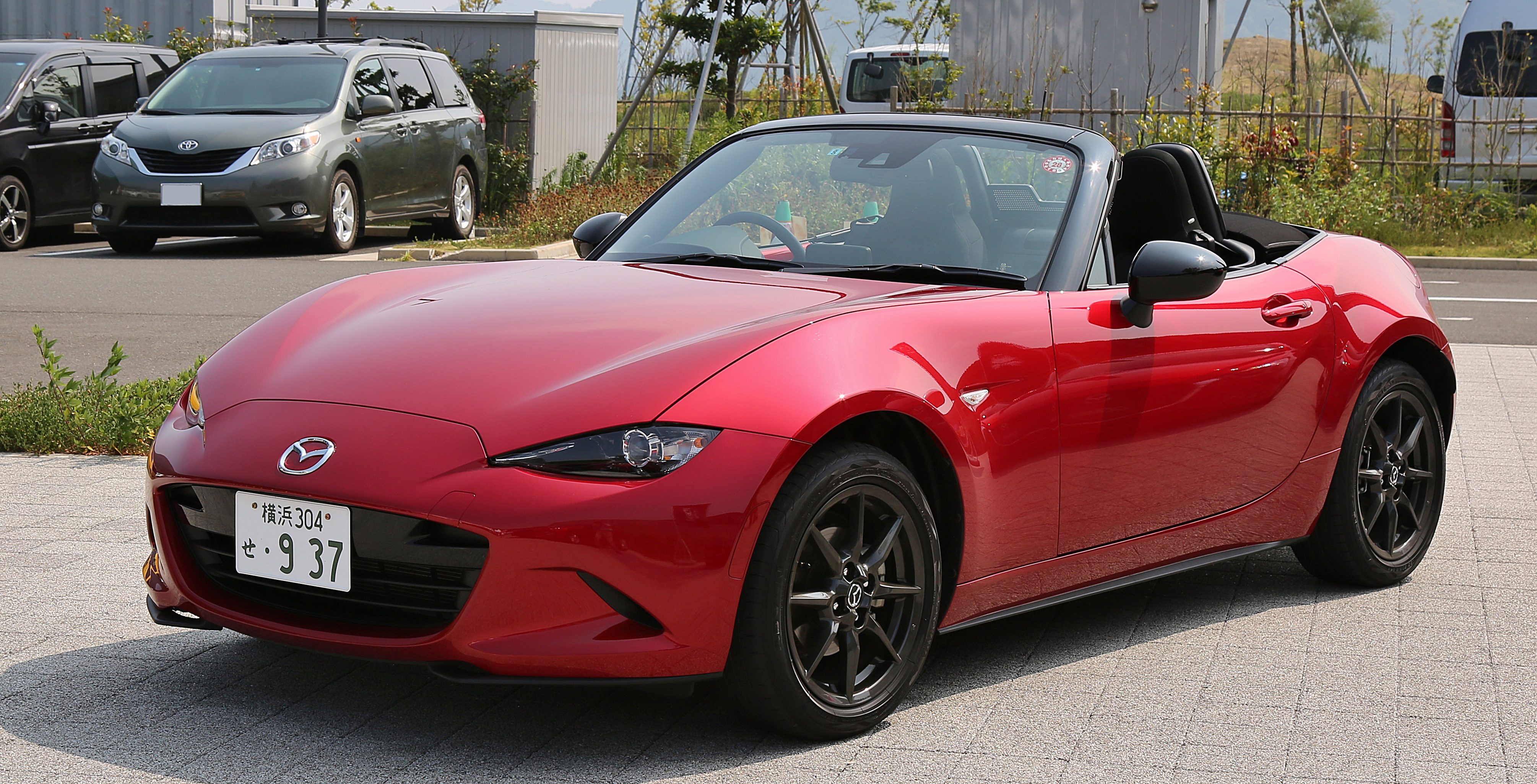
マツダ・ロードスター

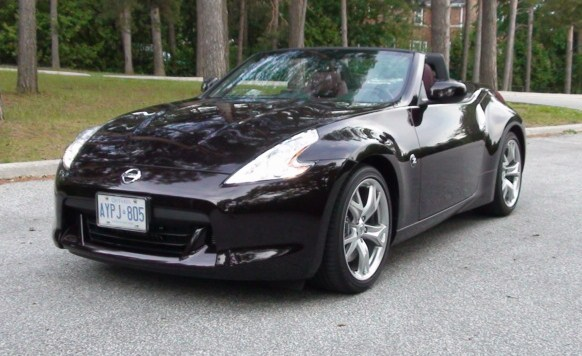
日産・フェアレディZ HZ34

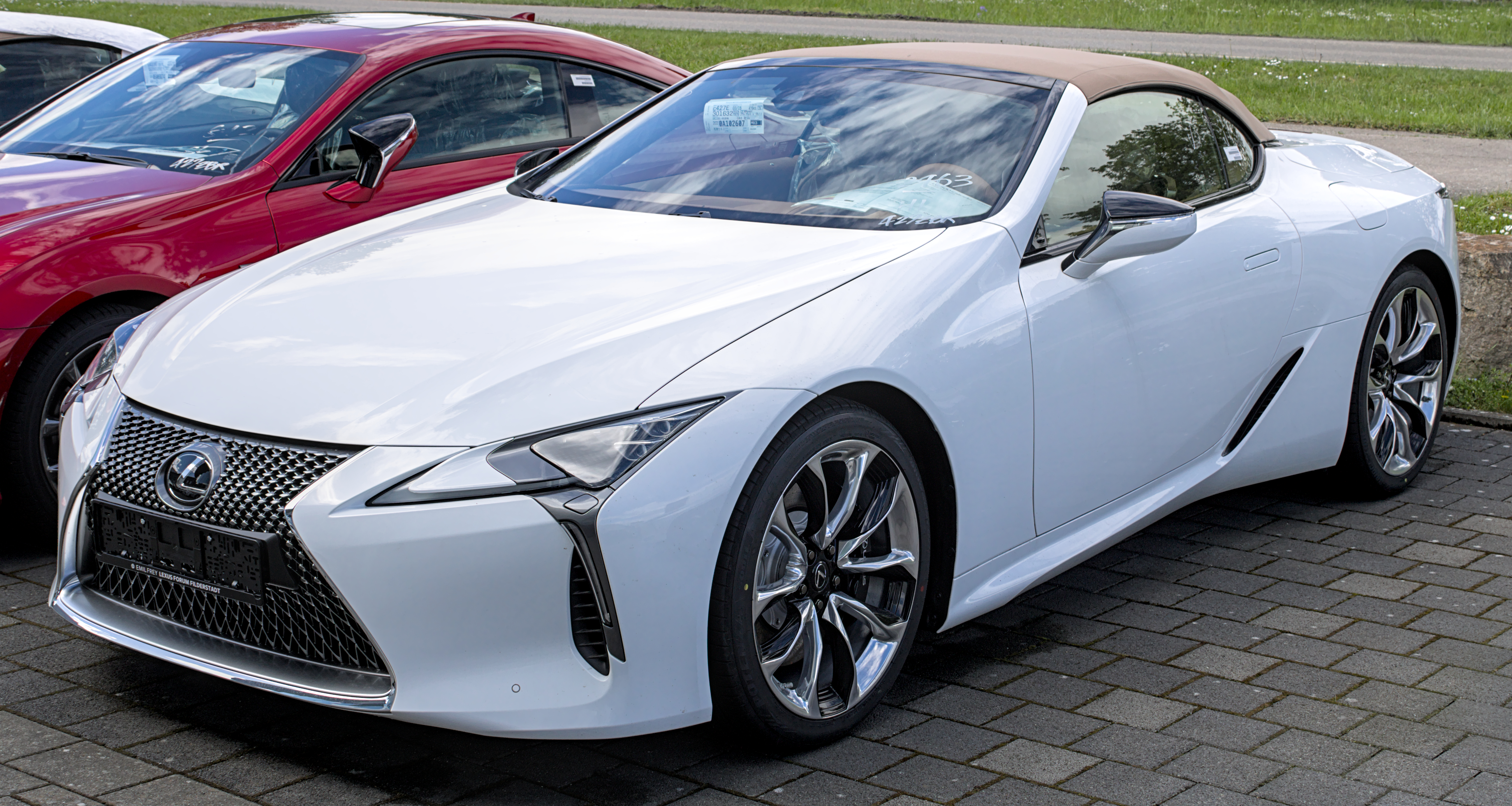
レクサス・LC

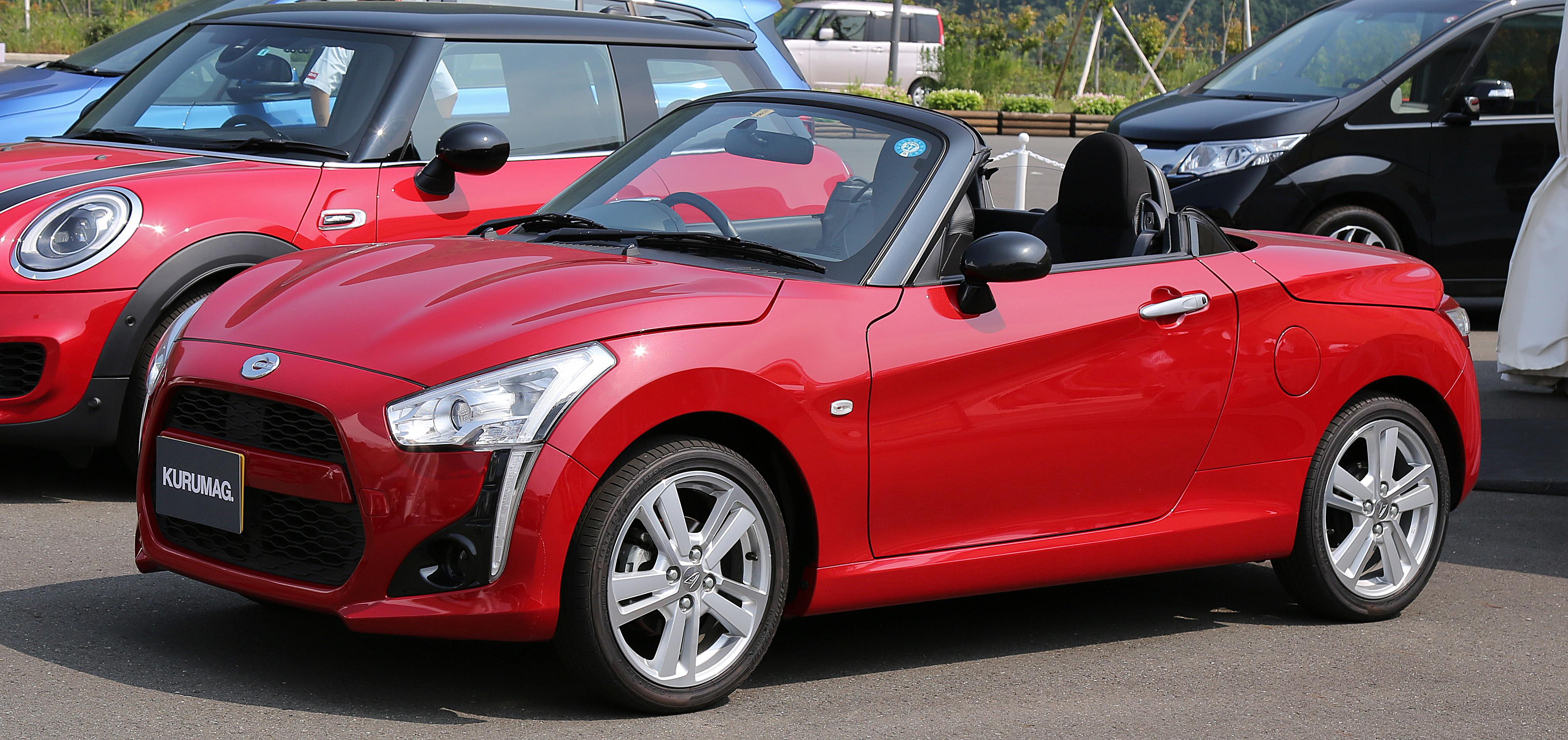
ダイハツ・コペン

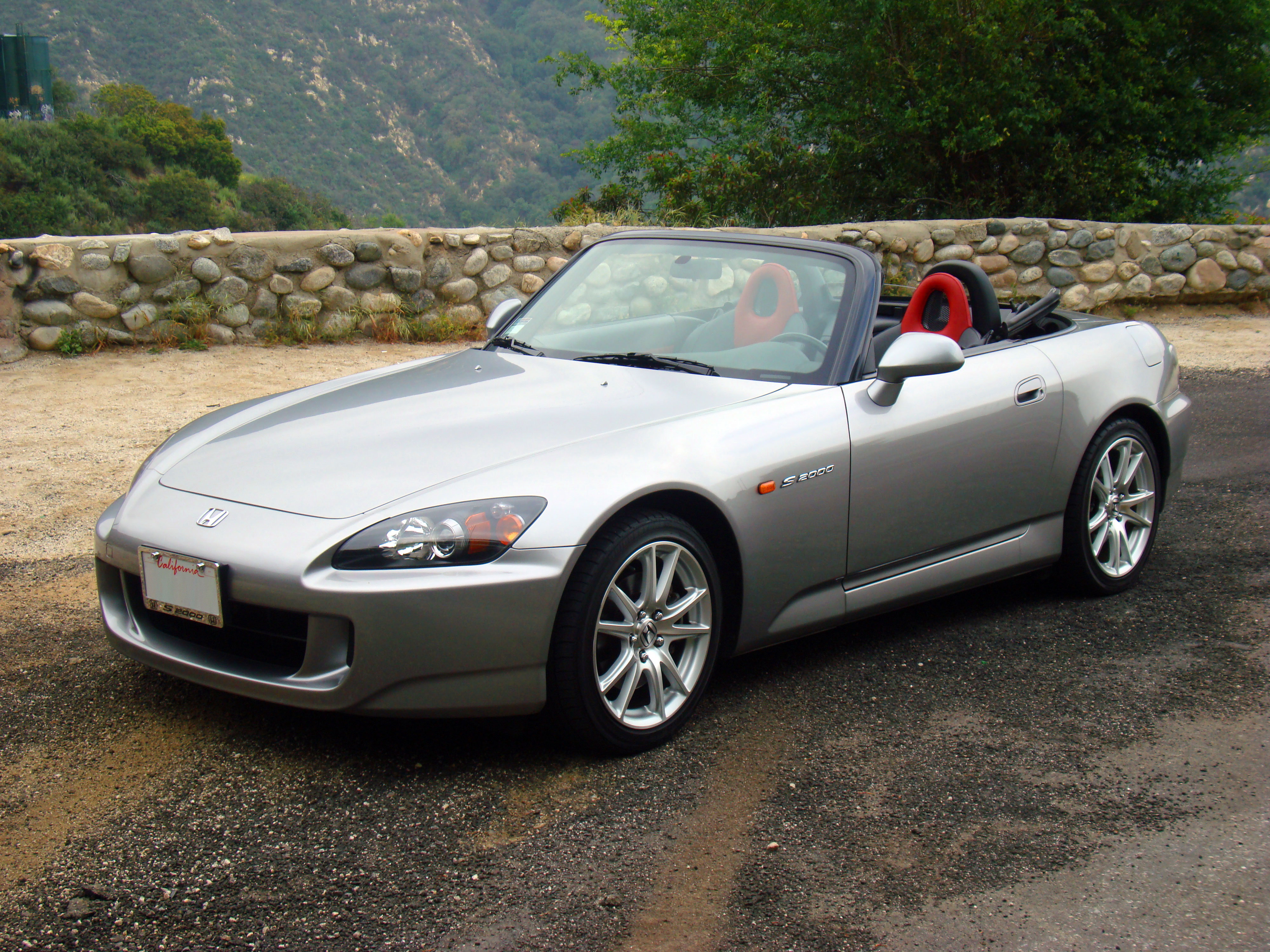
ホンダ・S2000

オープンカー（open car）とは、屋根がないか、もしくは屋根開放が可能な乗用自動車を指す言葉。
馬車の歴史からボディスタイルを詳細に区別する欧米においては、アメリカ合衆国ではコンバーチブル（Convertible）、イギリスではロードスター（Roadster）、フランスではカブリオレ（Cabriolet）、ドイツではカブリオレット（Kabriolett）やカブリオ（Cabrio）と呼ばれる。なお、「オープンカー」（Open Car）という用語は、「一世紀近く前は米国でよく使用された言葉」だったと説明する資料がある。事実、米国の作家F・スコット・フィッツジェラルドの小説「グレート・ギャツビー」（The Great Gatsby）作品中（原語版）で"Open car"という名詞が複数回登場する。
現代では開放的な走りを楽しむ趣味的な車として使用されることが多い。客室が開放され外部へのアピールができるため、このタイプの車両は馬車の時代から各種のパレードや式典などでも用いられている。
現在では、ほとんどの車種が折りたたみや取り外しが可能な幌を備えており、車種によっては収納式や取り外しが可能なハードトップが用意されているものもある。

## 概要
黎明期の自動車は基本的にすべてがオープンカーであった。エンジン出力にまだ制約があったこの時代には、自動車に大きな屋根を取付けて車体重量を増やすことは、パワーウェイトレシオを低下させた結果として速度も出ない、無駄なものだった。また現在の乗用車の主流であるモノコックボディではなく、頑丈なフレームにエンジンやトランスミッションなどの装備を配したため、ボディ形状による強度の問題もなかった（モノコック構造は開口が存在すると強度が低下するため、密閉構造が理想となる）。したがって、当時の自動車は通常は剥き出しで、当時の馬車ではすでに当たり前だった箱型の客室ではなく、よくても重量の少ない簡単な幌しか付いていなかった。
やがて自動車が広く一般家庭にまで普及し、エンジンの出力が上がって必要なだけの馬力とスピードが確保できるようになると、二の次だった車内の居住性にも配慮できるようになり、恒久的な屋根で被われた箱形の自動車が以後の主流となった。
今日の自動車はモノコック構造が主流であり、モノコック車をベースとして屋根をカットした車種は強度と剛性が損なわれる弱点がある。そのためオープンカーにはそれらを補うための工夫が施されている。屋根部分だけが着脱可能でその他の部分を残したタルガトップという形式も編み出された。強度確保のためだけでも、屋根付きの車両の開発の後工程として開発時間がかかり、また部品点数も多くなる。屋根がないから安価なのではなく、屋根をカットしながらも強度を確保するからこそコストがかかり、そのため重量も増し、高価格となる。また屋根やその動作部分を収納するため、座席やトランクスペースが犠牲となっているなど、趣味性の高い自動車といわれる。
日本ではオープンカーは伝統的に「幌型」と呼ばれ、現在の自動車検査証上でもそう表記されている。Tバールーフはハードトップに分類され、表記は「箱型」となる。また、クーペカブリオレもハードトップであるが、こちらは「幌型」となる。
日本国外で「オープンカー」に相当する用語には「バルケッタ」（barchetta ）、「ロードスター」（roadster ）、「スパイダー」（spider ）、「カブリオレ」（cabriolet ）、「コンバーチブル」（convertible ）などがある。呼称の違いは国によるものの他にも、「バルケッタ」「ロードスター」「スパイダー」 は「屋根を閉められる車」、「カブリオレ」「コンバーチブル」 は「屋根を開けられる車」という車造りの方向性の違いにも立脚しており、幌の有無や面積、耐候性なども違いが見られる。
また、最近ではより高い耐候性と耐久性、安全性を備えた「クーペカブリオレ」「リトラクタブルハードトップ」と呼ばれる電動格納式ハードトップも増え、フィアット・500Cやシトロエン・DS3カブリオのようにキャンバストップの延長線上にあるオープンモデルも登場している。
これらのほとんどが2ドア車なのに対し、以前は4ドア車の「フェートン」というタイプがあったが、現在では一部の式典用を除いて消滅したため、ほとんど使われなくなった。
なお近年ではアウディなど一部のメーカーで、クーペ派生の二座モデルには「ロードスター」、セダン派生の2ドア・四座のものには「カブリオレ」の名称を用いて区別しているところがある。「ロードスター」は車体の大部分がそれ専用の部品から成り立っているか、スポーツカーからの派生で、「カブリオレ」は大衆車（ファミリーカー）をベースにしている場合が多い。例外として、生産車のすべてがスポーツカーであった時代のポルシェでは、356にスピードスター、ロードスター、コンバーチブル（カブリオレ）の3タイプが、911にはスピードスターとカブリオレの双方がそれぞれ存在しており、911/912と914にはデタッチャブルトップのタルガもラインナップする。

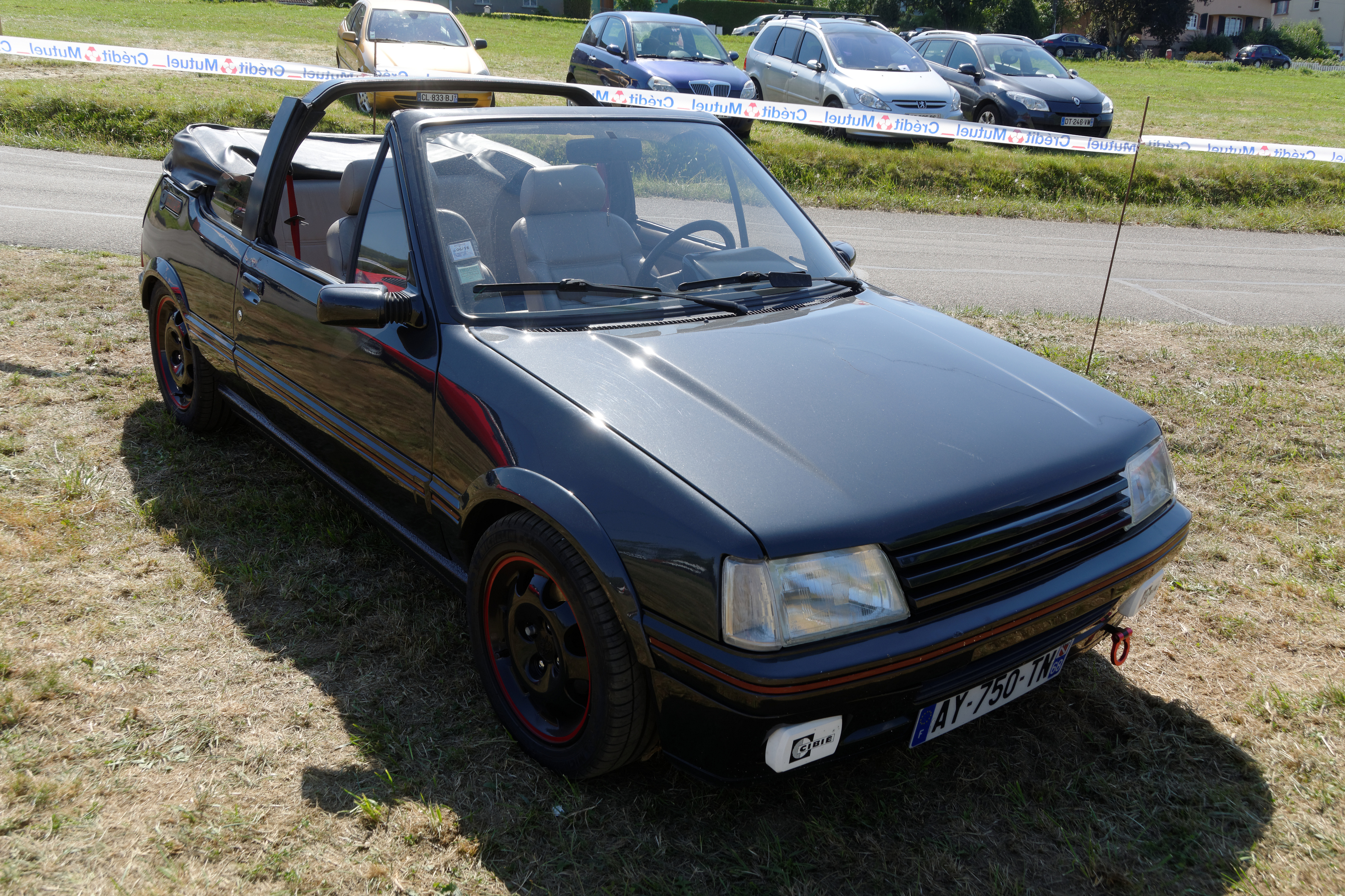
純正時点でロールバーがついている例：プジョー・205コンバーチブル

オープンカーの安全面で問題となるのが、転覆した場合の乗員に対する重大な危険性である。Tバールーフやタルガトップ、または転覆前に瞬時に突出して頭部を保護する干渉装置等の安全機構、中にはクローズドボディで言うところのBピラー部分にロールバーを常設した車両も存在する。ユーロNCAPなどの第三者機関による衝突安全テストでは、オープンカーはそれ単体でクラス分けされ、クローズドボデーとは異なる基準でテストされている。
かつてのオープンカーは構造上、3点式シートベルトの設置が困難であったため、1975年4月1日生産車から運転席・助手席への3点式シートベルトの設置が義務化された後も、1987年2月28日までの生産車は例外として2点式シートベルトが認められていた。

### 日本のオープンカー市場
日本車で1933年に登場した日産のダットサン12型フェートンに始まり、1935年にダットサン14型ロードスターで、ロードスターの名が使われた。2名分のシートをトランクルーム格納式とした2+2のクーペをベースとした、よりスポーティーなロードスターがラインナップに追加された。
その後この流れは、戦後初のスポーツカーとなった1952年のダットサン・スポーツDC-3や、オースチンとの提携による「ダットサン・1000」をベースとしたFRPボディーを採用した1959年の「フェアレディ」へと受け継がれて行く。これらは車名にロードスターの名は付けられなかったが、北米では後継となる SRL311型（ダットサン2000スポーツ） まで、ダッツン（ダットサン）・ロードスターとして親しまれた。
1962年には四輪車製造に参入したばかりの本田技研工業がS360を発表し、後のSシリーズの布石となる。しかし1960年代末から主な輸出先となる北米の保安基準の強化による一般的な屋根つき車体（クローズドボディー）への移行や、排ガス規制に対応を迫られた時期の開発費の削減などの理由のほか、オイルショックなどの社会的な背景から、このジャンルは長期にわたる空白を迎えることとなる。
その後、1989年にマツダが発売した「ユーノス・ロードスター」は、新時代のオープンカーの先駆けとして、世界の自動車メーカーに多大な影響を与えた。ロードスターは、大衆車であるファミリア用の1,600ccエンジンを改良したものを車体前部に搭載し、後輪駆動、専用の車体を与えられた。
当時この分野はニッチ市場となっており、化石的ともいえる旧世代の生き残りモデルも絶えて久しく、一部の海外高級車を除くほとんどの自動車メーカーも進んで手を出すことはなかった。しかし、マツダ・ロードスターは2016年4月25日までに累計100万台を出荷し、2人乗りの小型オープンスポーツカー生産台数世界一としてギネス・ワールド・レコーズに認定されるなど、この分野での最高の成功作となった。ロードスターはその後も4世代にわたってフルモデルチェンジを行っているほか、2002年にはダイハツ・コペン、2015年にはホンダ・S660が発売されるなど、新車の開発もわずかながら続いている。

### ボディースタイル一覧
一部は商標
- ロードスター（Roadster ） - 基本的に二人乗り。
- カブリオレ（Cabriolet ）/カブリオ（Cabrio ） - 馬車の一形態が由来。しっかりとした幌と幌骨を持つ。
- スパイダー（Spider ） - スポーツ/スポーティーカー。低い姿勢がクモを連想させることから。
- バルケッタ （Barchetta ） - イタリア語で小船の意。
- コンバーチブル（Convertible ）
- スピードスター（Speedster ） - ポルシェの商標。
- ドロップヘッドクーペ（Drop head coupe ） - 英国流の2ドアオープンカーの呼称。
- デカポタブル - フランス語で「屋根をはずせる」の意。
- フェートン - 4ドアオープンカー。
- クーペカブリオレ
- ラナバウト
- トノー
- 幌車
- 幌型
- ハードトップ - ソフトトップの対義語。
- タルガトップ - 「タルガ」はポルシェの商標。
- Tバールーフ - Tトップ。

## レーシングカー

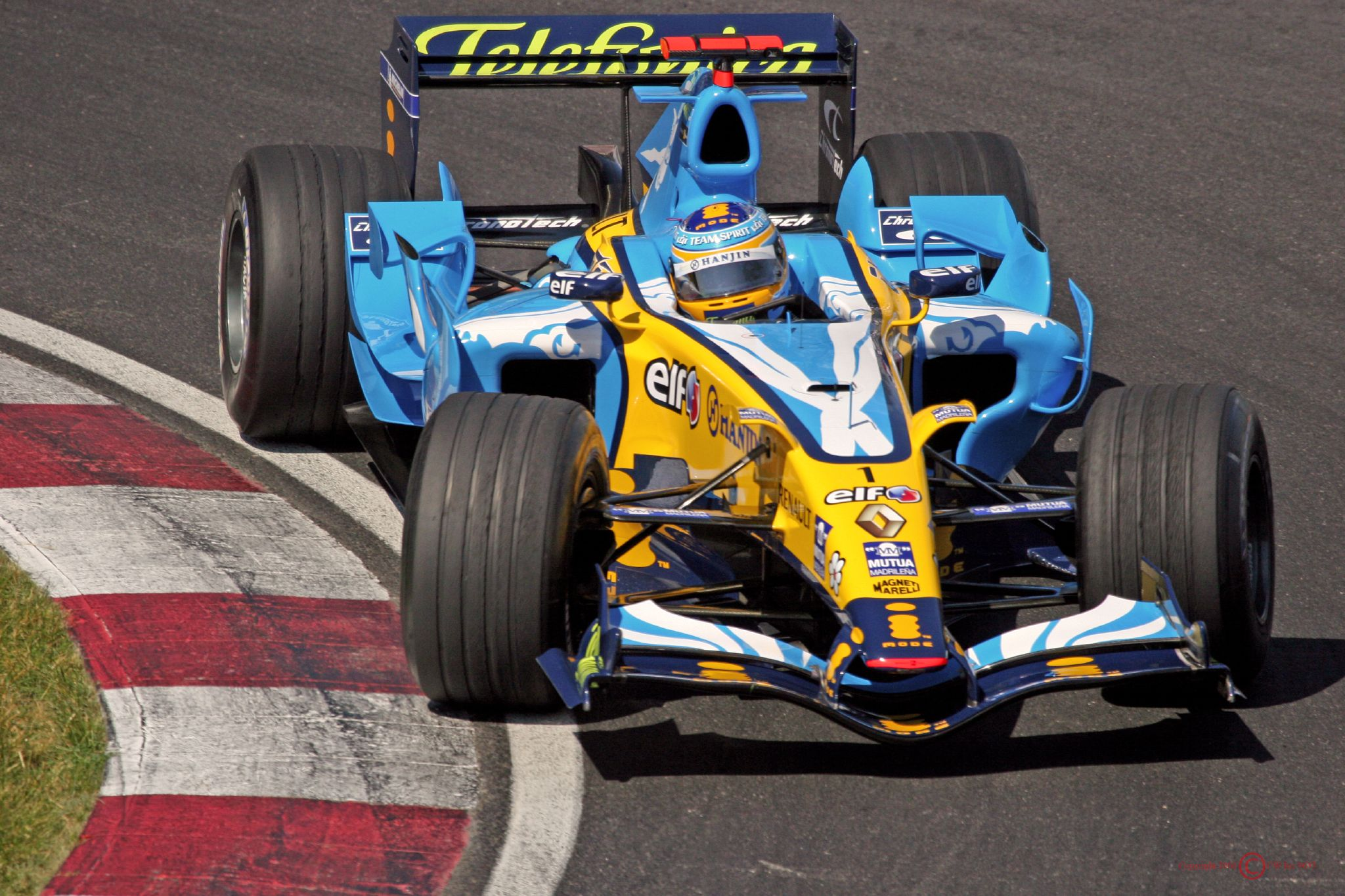
ルノー・R26（F1）

伝統的な形式が重んじられることの多いレーシングカーの世界では、ドライバーがむき出しのオープンカータイプ（以下「オープントップ」と表記）の車両がよく見られる。F1も含まれるフォーミュラカーはその代表例で、賛否両論ありながらもタイヤが剥き出しのスタイル（オープンホイール）とともに、戦前から現在までフォーミュラカーの伝統として継承されている。
プロトタイプスポーツカーでもオープントップはよく用いられてきたが、時代によって流行り廃りが存在する（後述）。
市販車を改造する競技でベース車両に市販オープンカーを用いることもあるが、安全上の理由（後述）から一般的には幌を閉じた状態でロールケージを組むことが義務付けられるため、見た目はクローズドになっていることが多い。

### クローズドトップとの比較

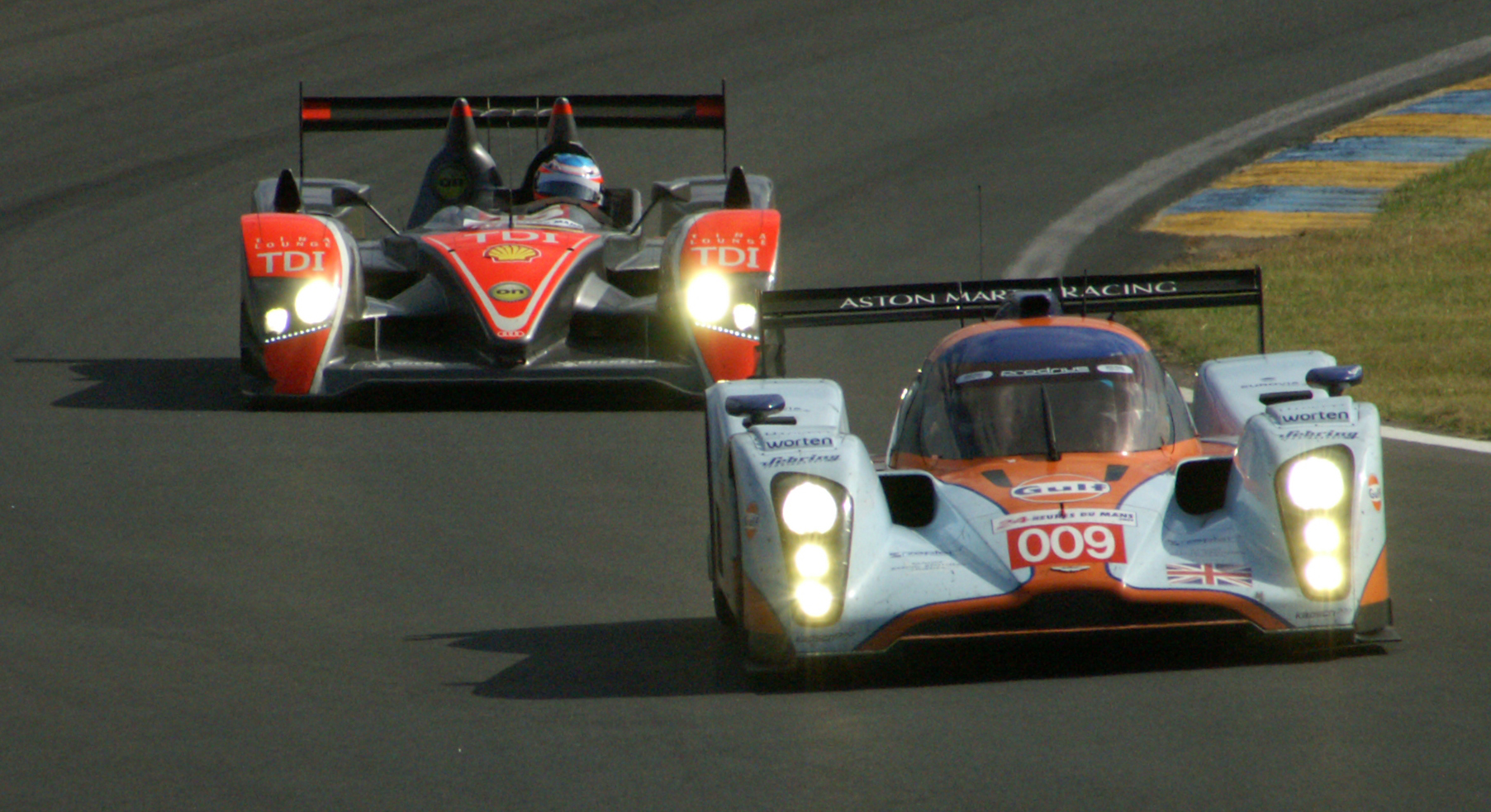
アウディ・R10 vs アストンマーティン・B09/60（2009年ル・マン）

オープントップのメリットとしては、屋根・ドア・窓ガラス・ワイパー・空調設備などを取り付ける必要がないため、低重心・軽量かつ低コストに車両を製造できる点がある。また乗降性に優れる、視界が開けている、事故時にドライバーを救助しやすいなど利便性のメリットもある。一方でクローズドトップはボディ剛性、空力性能の追究のしやすさ、悪天候下の快適性、衝突安全などでメリットがあるため、一概に優劣を語るのは難しい。コース外の話でいうと、自動車メーカーにとってはクローズドの方が市販車のイメージを投影しやすい点も挙げられる。
オープン/クローズドが選択できるプロトタイプスポーツカーの世界では、エンジニアたちはしばし両者の選択を迫られた。1970年代までは、選択可能な場合はオープントップを選ぶことがほとんどで、優れた結果を残すマシンもオープントップが多かった。北米のCan-Amや日本グランプリでは、オープントップだけで賑わうコース上にクローズドトップのプロトタイプを投入しようという試みがいくつかなされたが、空力に関する知見や技術の未熟さが、重量増加や視界の悪化というデメリットを打ち消すことができず、断念している。
FISA（国際自動車スポーツ連盟）は、市販車メーカーたちをレースに呼び込むため1982年にグループC（北米ではIMSA-GTP）規定を導入。市販車の形状を維持するグループ5規定と、オープントップのグループ6規定を統合する形で誕生したこの規定は、クローズドトップのプロトタイプスポーツカーとなった。これは多数のメーカーを呼び込むことに成功し、以降10年以上はクローズドトップがスタンダードとなった。
グループC/IMSA-GTPが瓦解した1995年からは、公道仕様車の製造を必要とするクローズドトップ（LM-GT1）と、一度に安価に製造できるオープントップ（WSC→LMP）との混走となる。前者はメーカー系ワークス、後者はプライベーターの参入を想定していた。両者はタイヤサイズや吸気リストリクター径、重量、燃料タンク容量などで性能均衡が図られ、最初のうちはうまくいっていた。

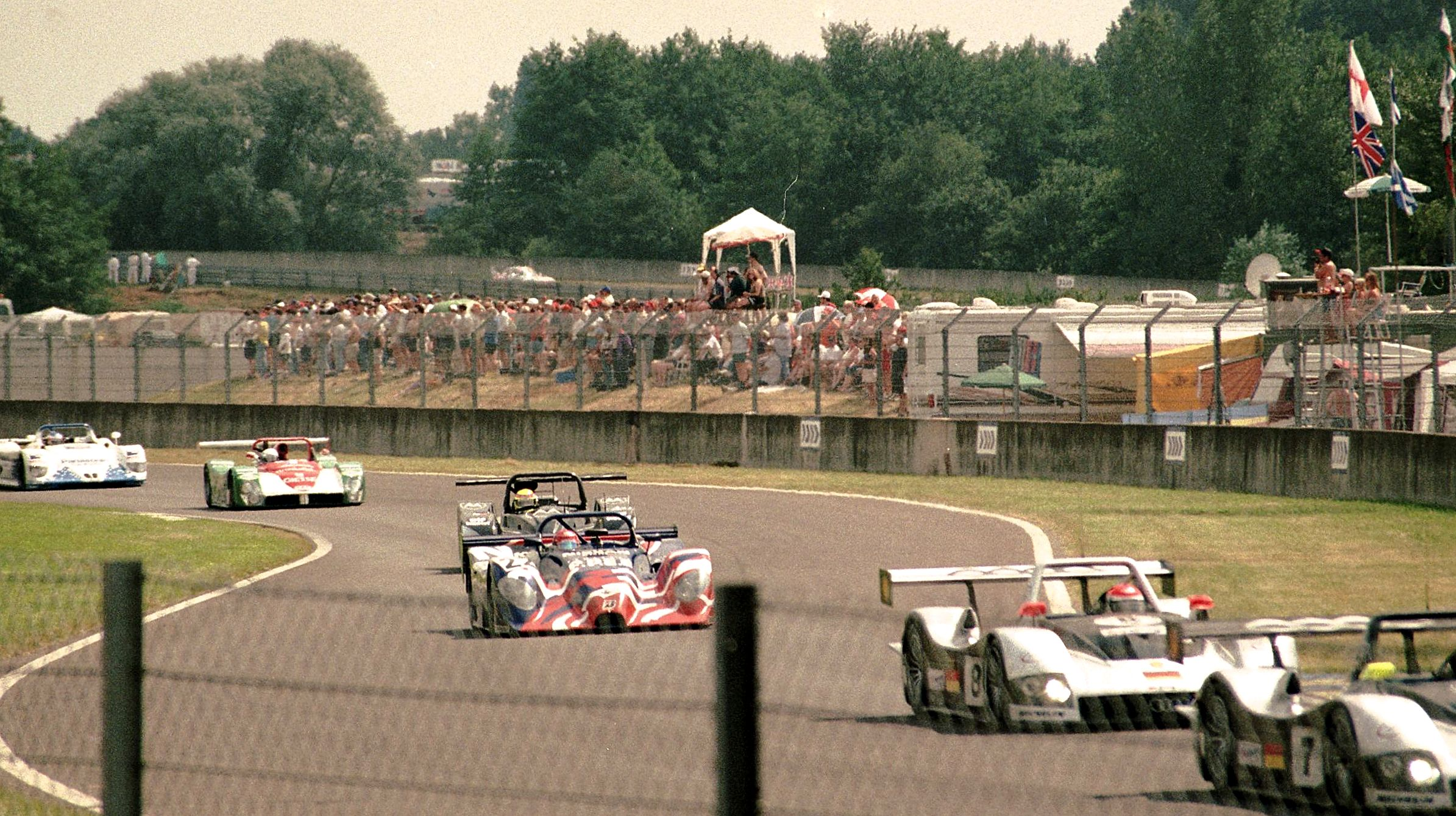
オープントップ車両が溢れかえる1999年ル・マン24時間

しかしLMPに大排気量エンジンが認可された1998年からオープントップが有利と見るワークスチームが続出し、2000年にはたちまちオープントップ一辺倒になった。アウディはわざわざオープン/クローズドの2種類の車両を製造し、参戦させて比較したが、結局アウディはオープントップを選択。他の独立系コンストラクターたちも軒並みオープントップを開発し、再びル・マンやその関連カテゴリはオープントップ全盛期を迎えた。
ル・マンのワークスがアウディ一社のみとなってしまっていた頃の2006年に、FIAはポルシェやフェラーリのようなGTクラスに参戦していたマニュファクチャラーたちの要求により、5年後のLMP1を、市販車のイメージを投影しやすいクローズドトップにする意向を表明した。それに先んじてプジョーはクローズドの908 HDi FAPを投入。空調設備の義務化によるリストリクター径拡大の恩恵もあって、速さではオープントップのアウディを圧倒しており、比較的レース距離の短いル・マン・シリーズでは何度もチャンピオンを獲得している。しかし長丁場のル・マンでは、ヨースト・レーシングが運用するアウディの耐久慣れした強さに1度勝利をもぎ取るのが精一杯であった。2011年にはアウディもクローズドボディを選択し、2014年までにはクローズド化が完了した。1995年から2011年までの17回の開催中、クローズドトップがル・マンを制覇できたのは4回（1995・1998・2003・2009）だけであった。
他のトップカテゴリでは、WRC（世界ラリー選手権）に参戦したプジョー・307 WRCが、当時のWRカー規則なら低全高・低重心ボディの恩恵を受けられると踏んで、オープンカーのグレード（307CC、正確にはクーペカブリオレ）をベース車両としていた。マイナートラブルに悩まされてタイトルには手が届かなかったが、3度の総合優勝を挙げている。またLM-GTE規定のシボレー・コルベットC8.Rは、ロールケージによる剛性強化への依存度を下げることでロールケージを軽量化することを目的に、ベースに十分な剛性強化を施したコンバーチブルモデルを採用している。

### 安全対策

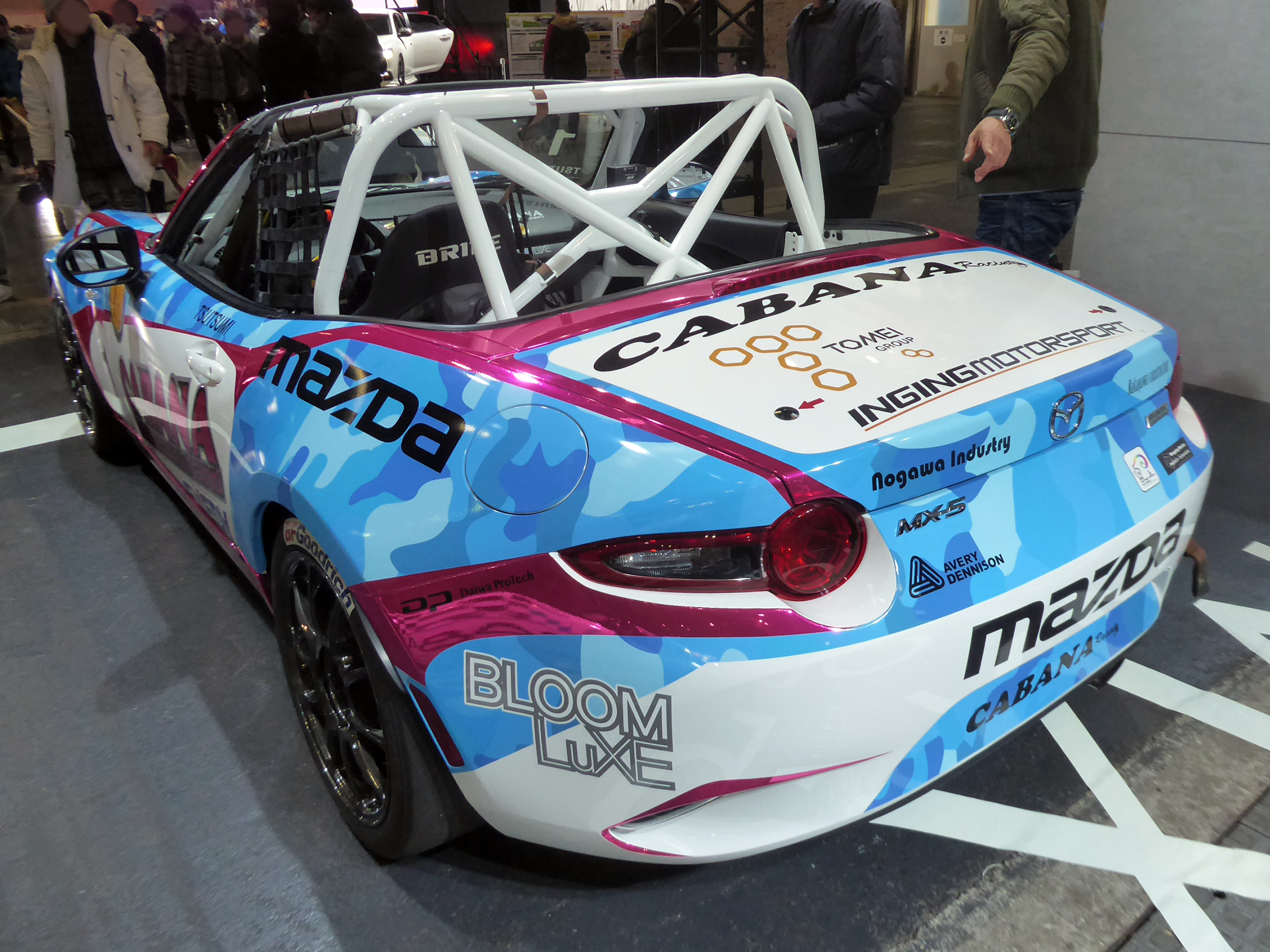
ロールケージを組んだマツダ・ロードスター（ワンメイクレース仕様）

オープントップ車両は上下逆さまになったり、壁面に上部が叩きつけられるような事故ではドライバーが危ないため、現代では座席背面に「ロールバー」と呼ばれる鉄製の棒、または背面が盛り上がったようなデザインの「ロールオーバー構造体」を用いて安全を確保している。
2010年代以降は物がドライバーに直撃して死亡する事例が目立っており、安全面を重視してクローズド化しようという議論も起きている。フォーミュラカーに関しては独自の形状による脱出の難しさや強度確保の問題から、『HALO』と呼ばれる鼻緒のような頭部保護デバイスや透明のウィンドスクリーンを装着しつつも、伝統のオープントップを維持している。
LMP規定はLMP1/LMP2/LMP3ともに2017年までにクローズド化が完了している。ただしLMP1については前述の通りで、LMP2についても元々は同規定をベースに市販車のデザインを投影する北米のDPi規定導入によるもので、当初（2014年8月時点）の議論の方向としてはドライバーの保護という観点は二の次であった。
FIA/JAF-F4、『KYOJO CUP』のようなエントリーレベルの競技やヒルクライムでは、頭部保護デバイスの無い純粋なオープントップ車両がまだ見られる。また古き良き時代を楽しむクラシックカー競技でも、当時の姿を再現するために、保護デバイスを追加せずにオープン状態で走ることが多い。

## 改造オープンカー

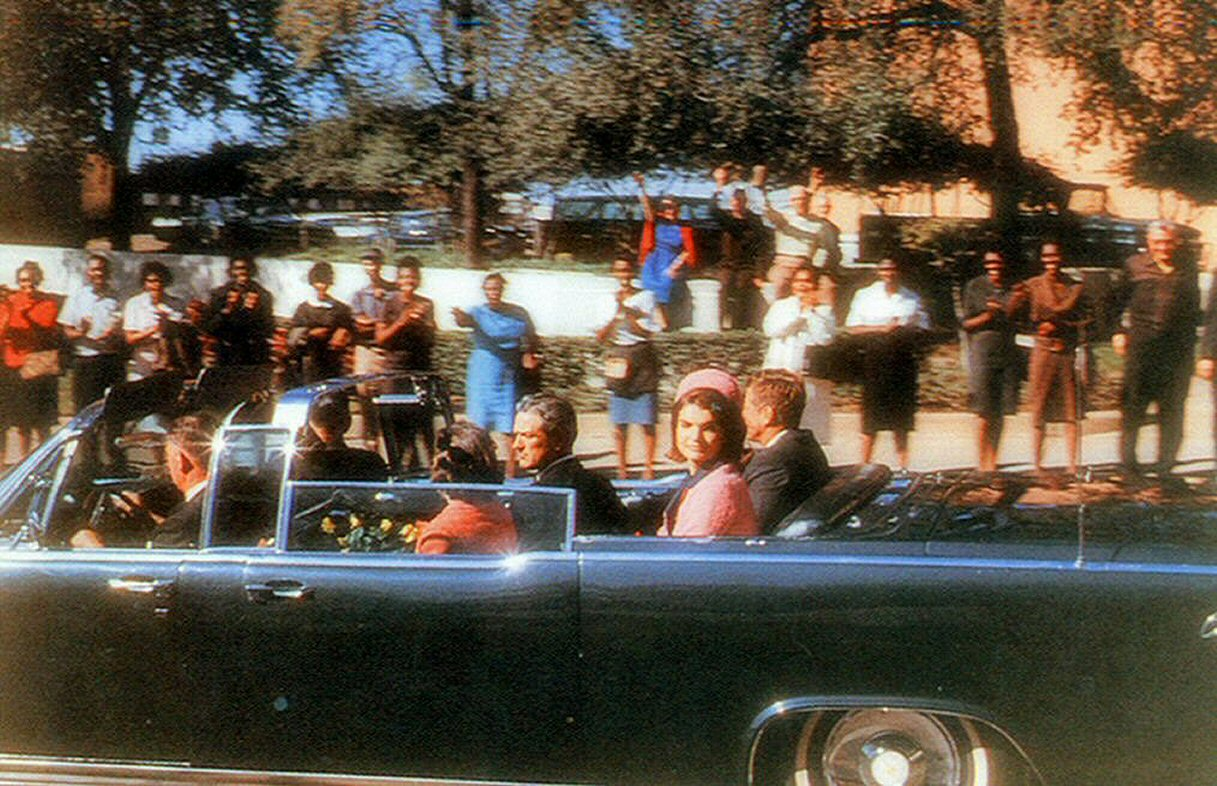
オープンカーに乗ったケネディ大統領夫妻（後列）とコナリー・テキサス州知事夫妻（中列）、狙撃直前の画像

オープンカーは野外行事や祝典に用いられることが多い。しかし市販されているオープンカーは幌が設置される関係上、後部座席が狭いものが多い。そこで本来はオープンカーではない車をオープンカーに改造することがしばしば必要になる。
旧ソビエト連邦と後継国のロシア連邦、中華人民共和国、朝鮮民主主義人民共和国などでは、軍事パレードの際に国家の最高指導者（観閲者）や軍の指揮官（受閲者）などが改造オープンカーに立った状態で敬礼を交わし、次いで兵士たちを閲兵するのが通例である。
また、要人や有名人のパレードにオープンカーを使う場合も多い。ただし、昨今ではセキュリティの観点から使われないケースも増えてきている。
かつて王室や国家元首が参加する公式行事には、ロールス・ロイスなどの高級車を改造したオープンカーが使用されることが多かった。アメリカでも1960年代初頭までは、大統領が加わるパレードや地方遊説などには、リンカーンやキャデラックを改造したオープンカーが使われることが多かった。しかし1963年11月22日のケネディ大統領暗殺事件以後は事情が一変し、現在では現職大統領のオープンカー使用はほぼ皆無となっている。
ローマ教皇庁でもかつては、教皇が外国を訪問した際に行うパレードやお膝元のサンピエトロ広場に集まった群衆に親しく祝福を与える行事などでオープンカーを使用していたが、1981年5月13日のヨハネ・パウロ二世暗殺未遂事件で教皇が重傷を負ったことを機に警護が徹底化され、以後はメルセデス・ベンツ・Gクラスを改造したオープンカーの上部に四面を強固な防弾ガラスで囲んだショーケースのような覆いを乗せた専用車（パパモビル）を使用することになり、現在に至っている。
なお日本ではスポーツ競技などで優勝決定後の祝賀パレードにオープンカーを使用することが多い。競技者が腰掛けるのは通常後部座席の背もたれの上部で、一人ないし二人を乗せる。この際によく使われるのは、トヨタ・クラウンや日産・セドリックを改造したオープンカーが多い。このような車両は普段はメーカーの車庫で保管されており、必要に応じて貸し出される。
日本のプロ野球などは、参加選手の多い場合は、オープンタイプのバスが使われることがある。1998年の横浜ベイスターズ（現横浜DeNAベイスターズ）優勝パレードの際には、横浜市交通局磯子営業所所有で1998年度廃車予定の路線バスをオープンバスに改造して投入していた。2004年に日の丸自動車興業がオープントップバスを使用した定期観光バス「スカイバス東京」の運行を開始してからは優勝パレードでスカイバス専用車を使用する機会も増えている。
また、007は2度死ぬではジェームズ・ボンド役のショーン・コネリーの身長が高いことでトヨタ・2000GTの車体に入りきらなかったため、特別にトヨタ自動車がオープンカー仕様を製作している。

## ギャラリー

### 市販車

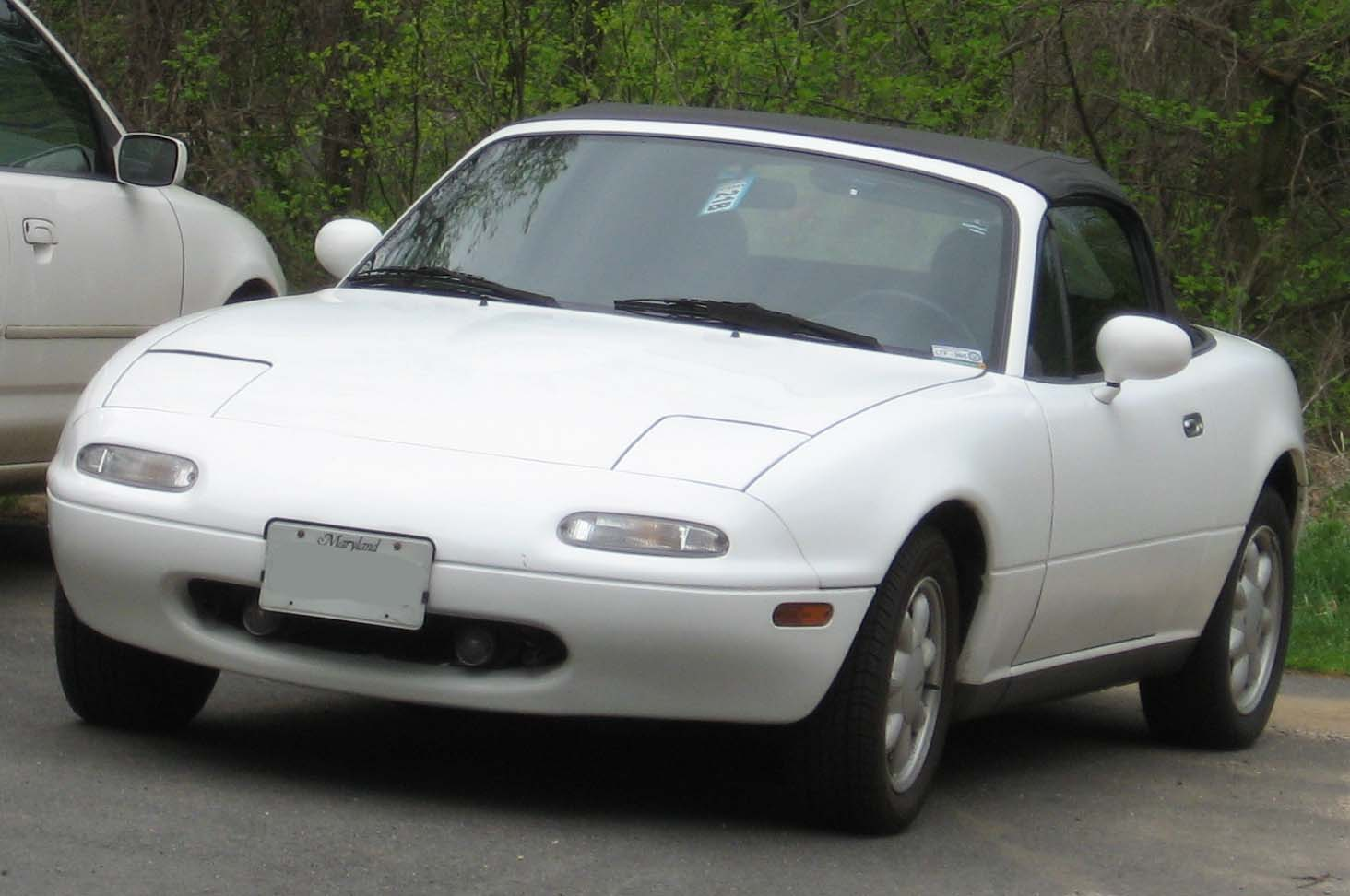
マツダ・ロードスター
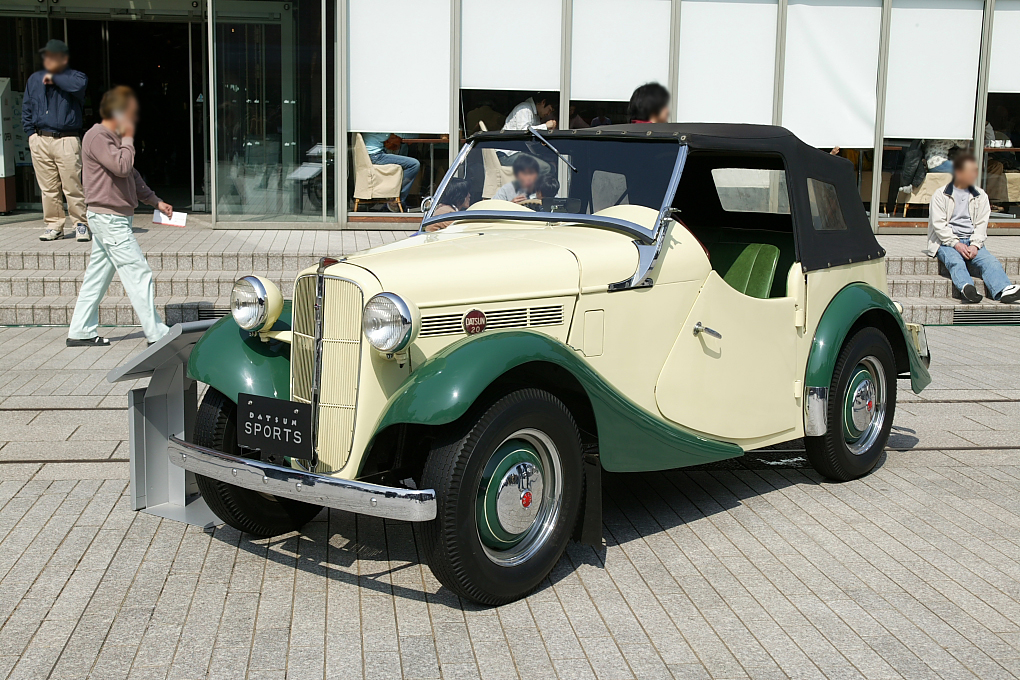
ダットサン・スポーツDC-3
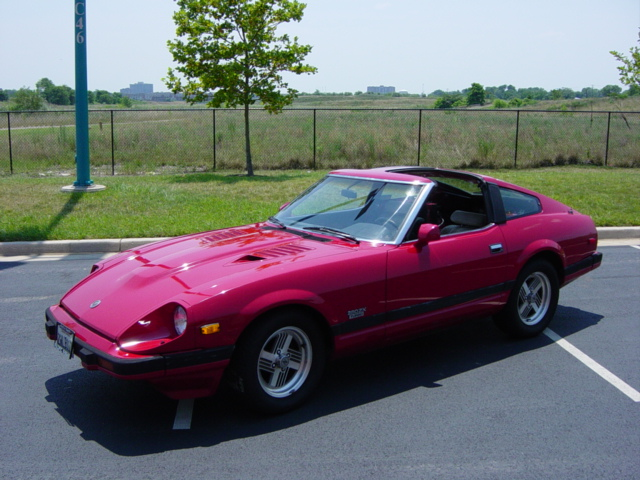
日産フェアレディZ280ZX Tバールーフ
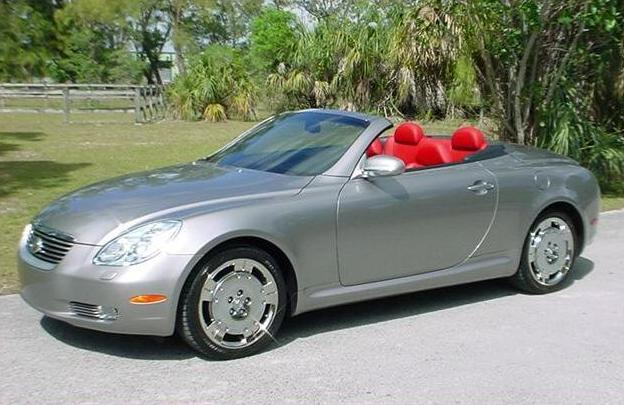
レクサスSC430
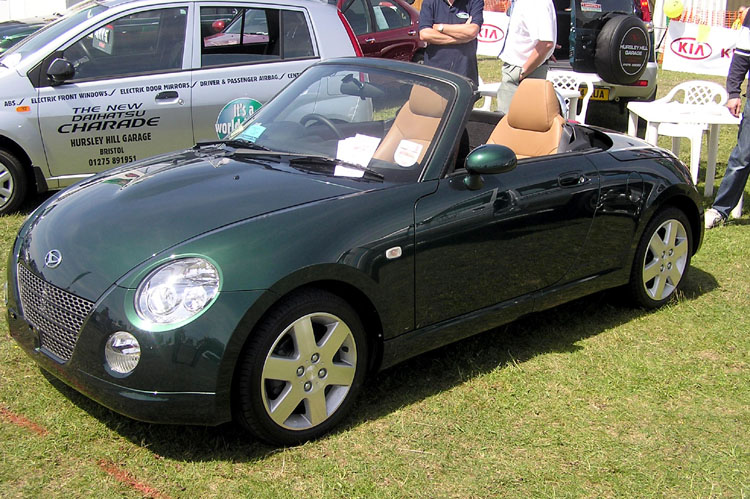
ダイハツコペン
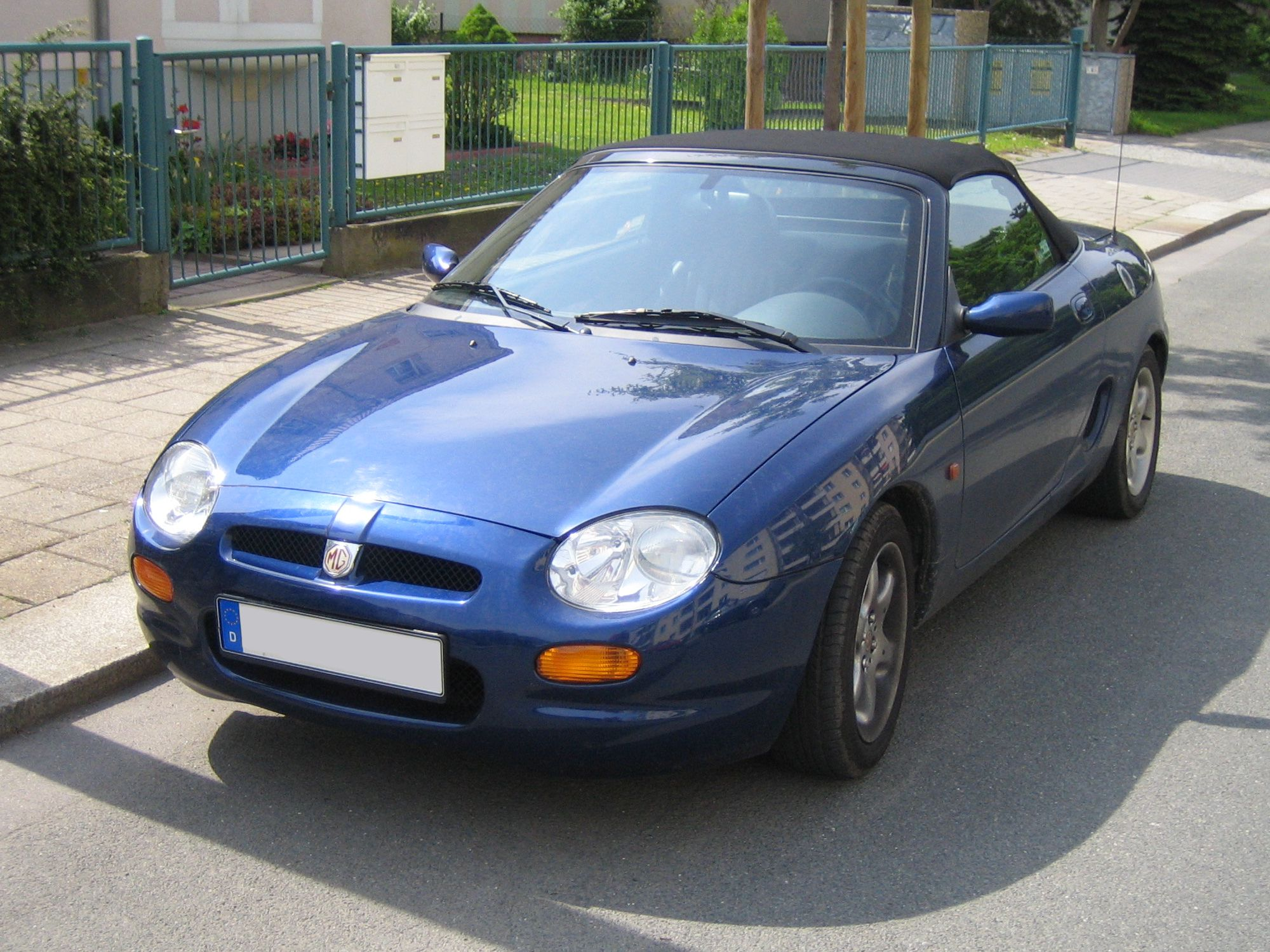
MG F
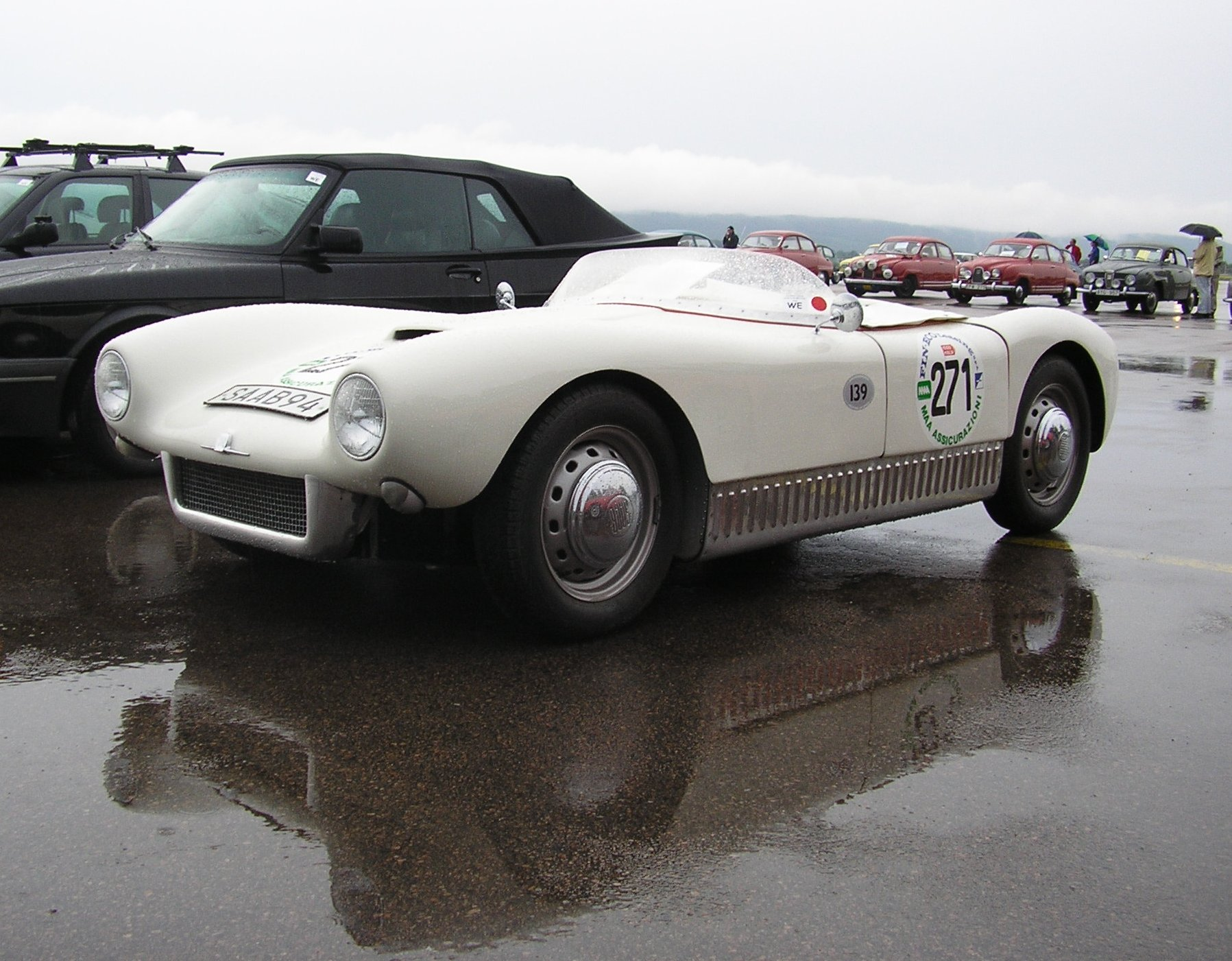
サーブ・ソネットI
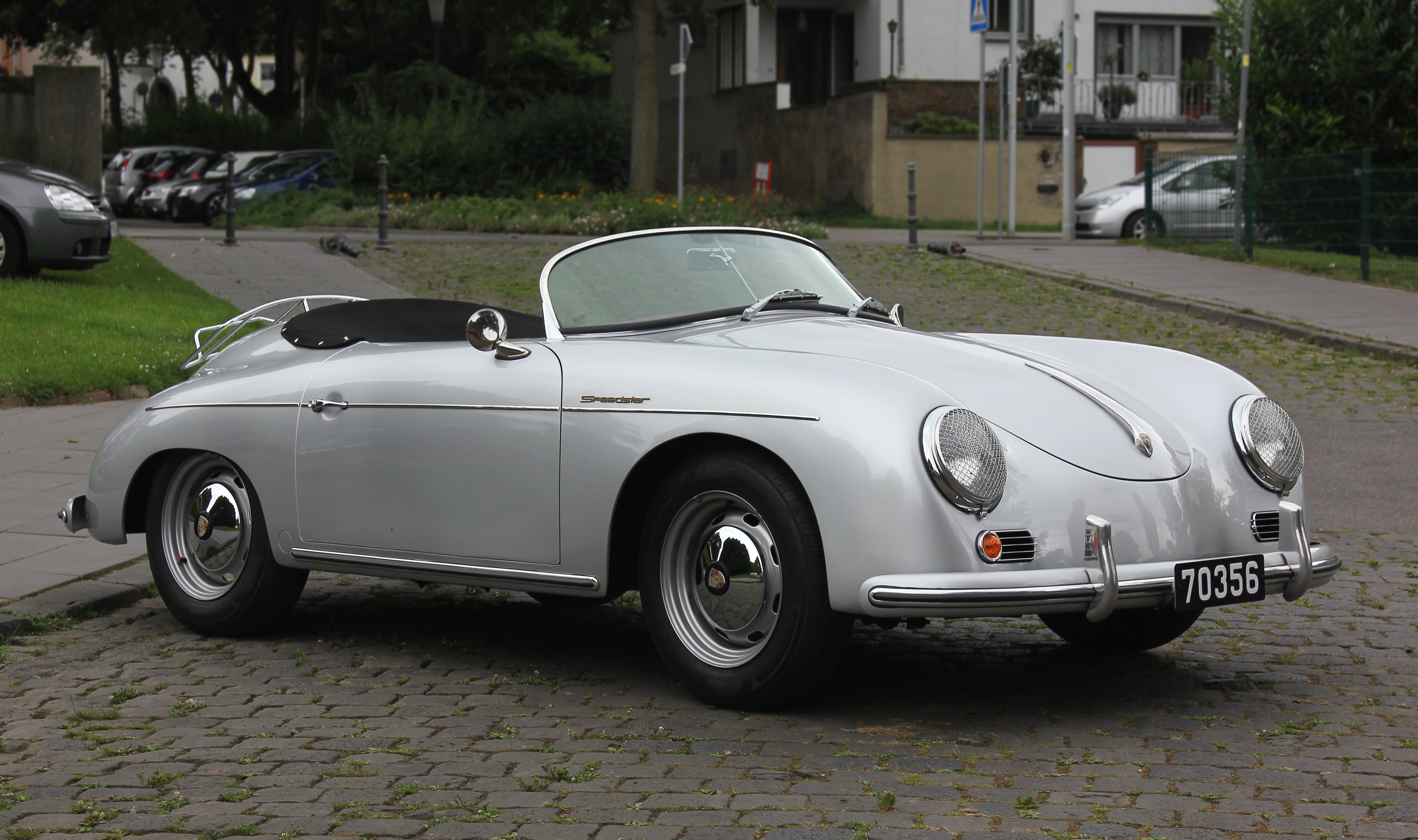
ポルシェ・356スピードスター
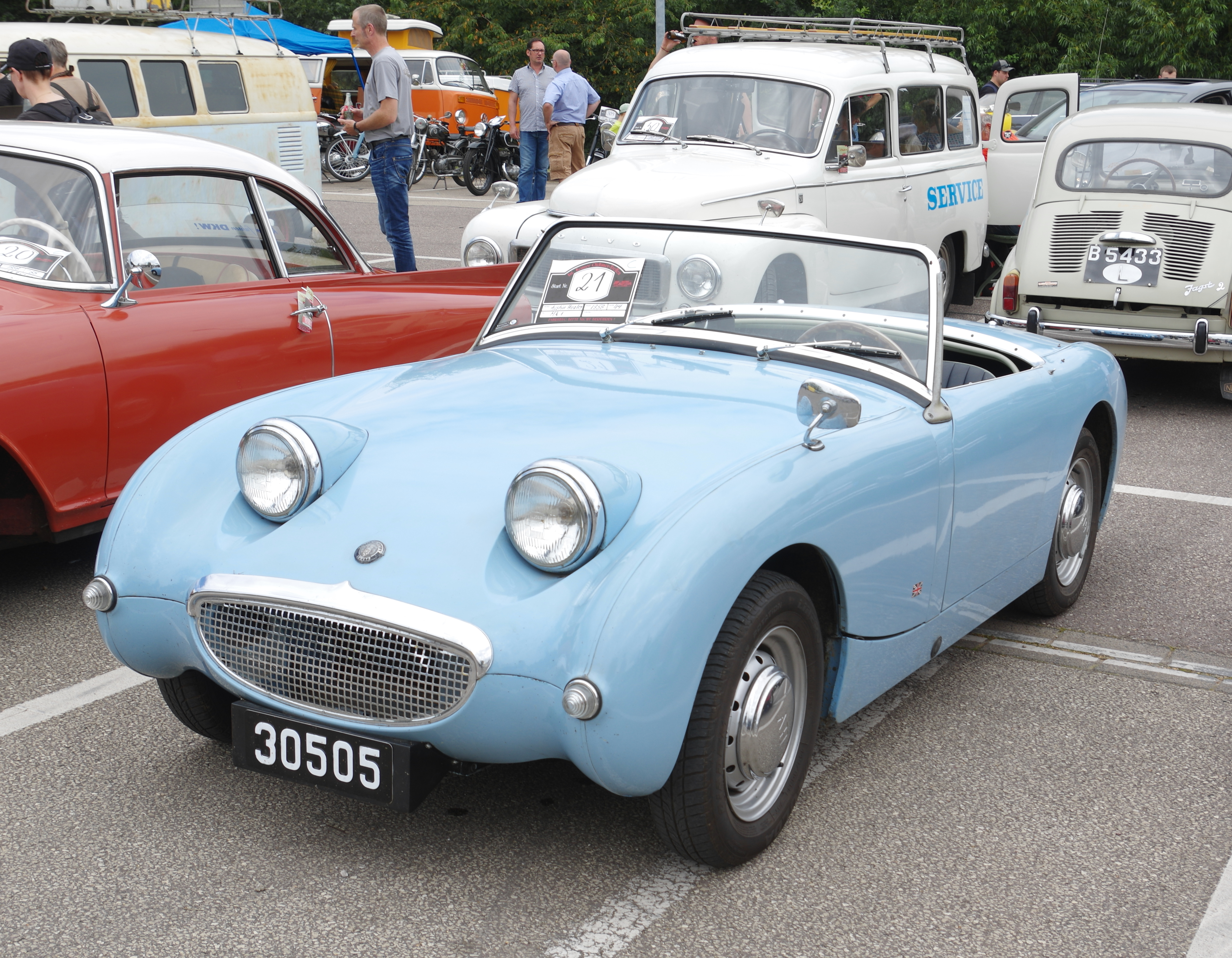
オースチン-ヒーレースプライトMkI
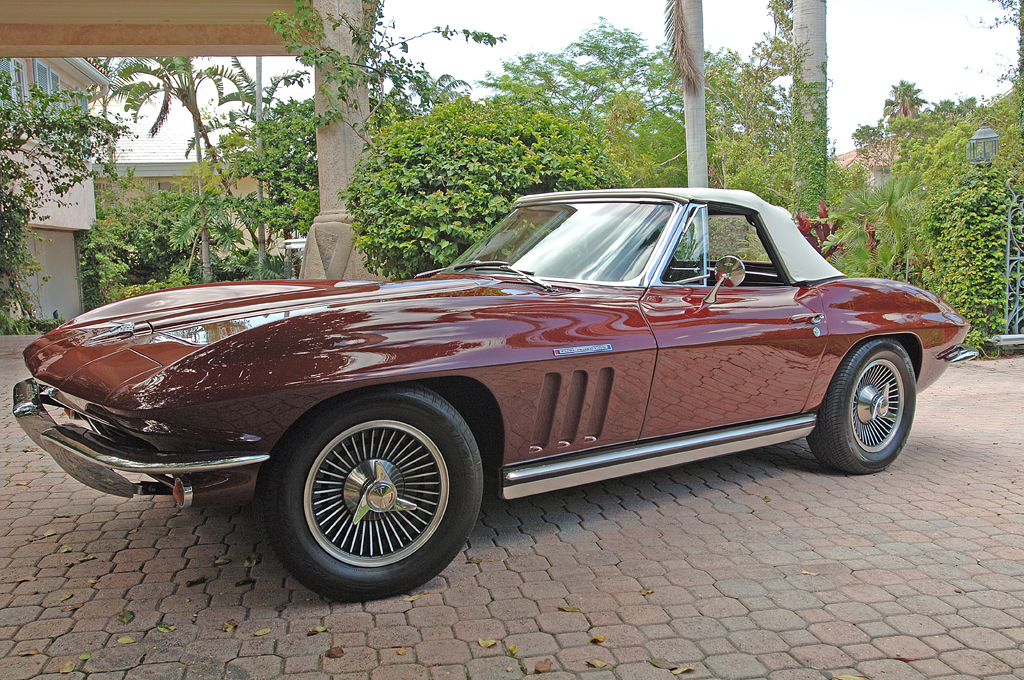
コルベット（C2）コンバーティブル
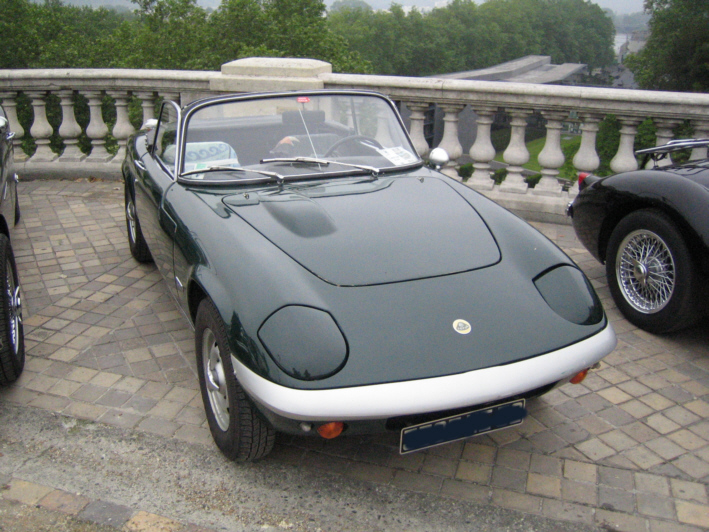
ロータス・エランシリーズ4
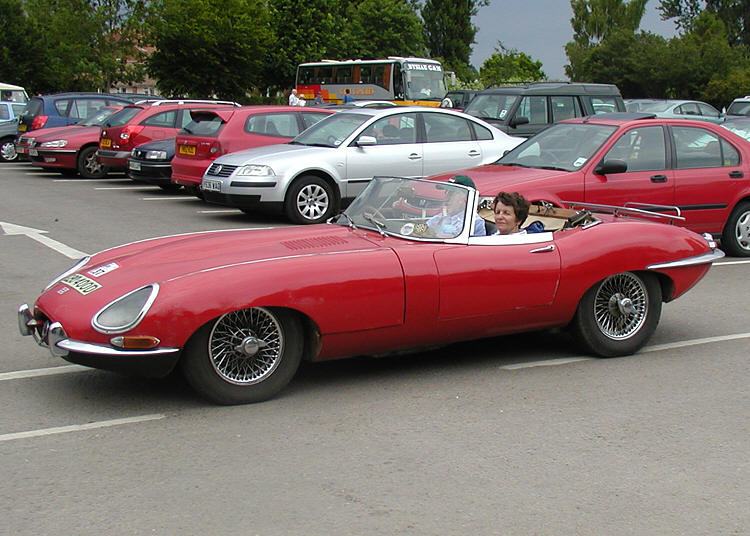
ジャガー・Eタイプ シリーズ1（4.2L）
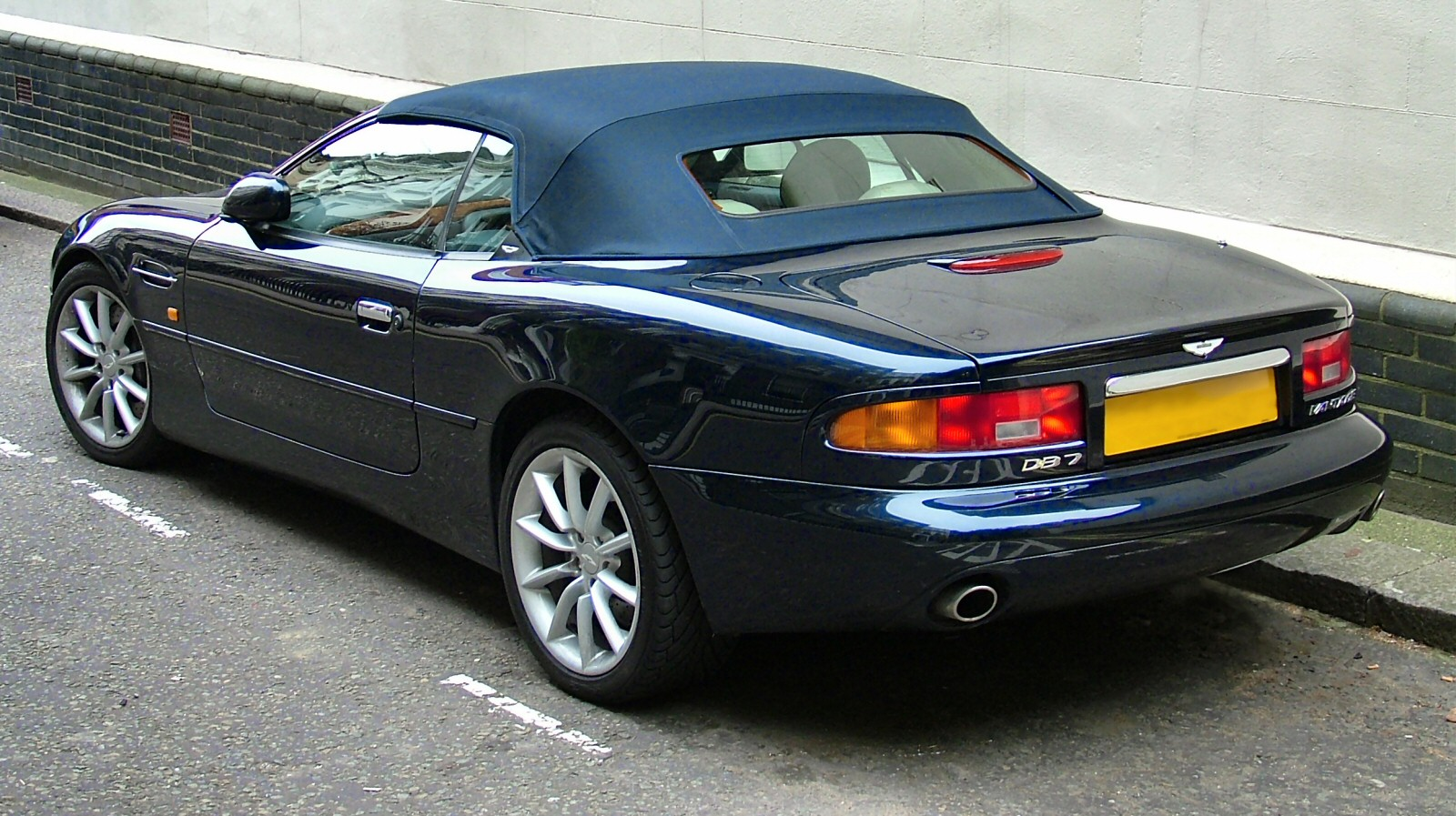
アストンマーティン・DB7・V12ヴァンテージヴォランテ
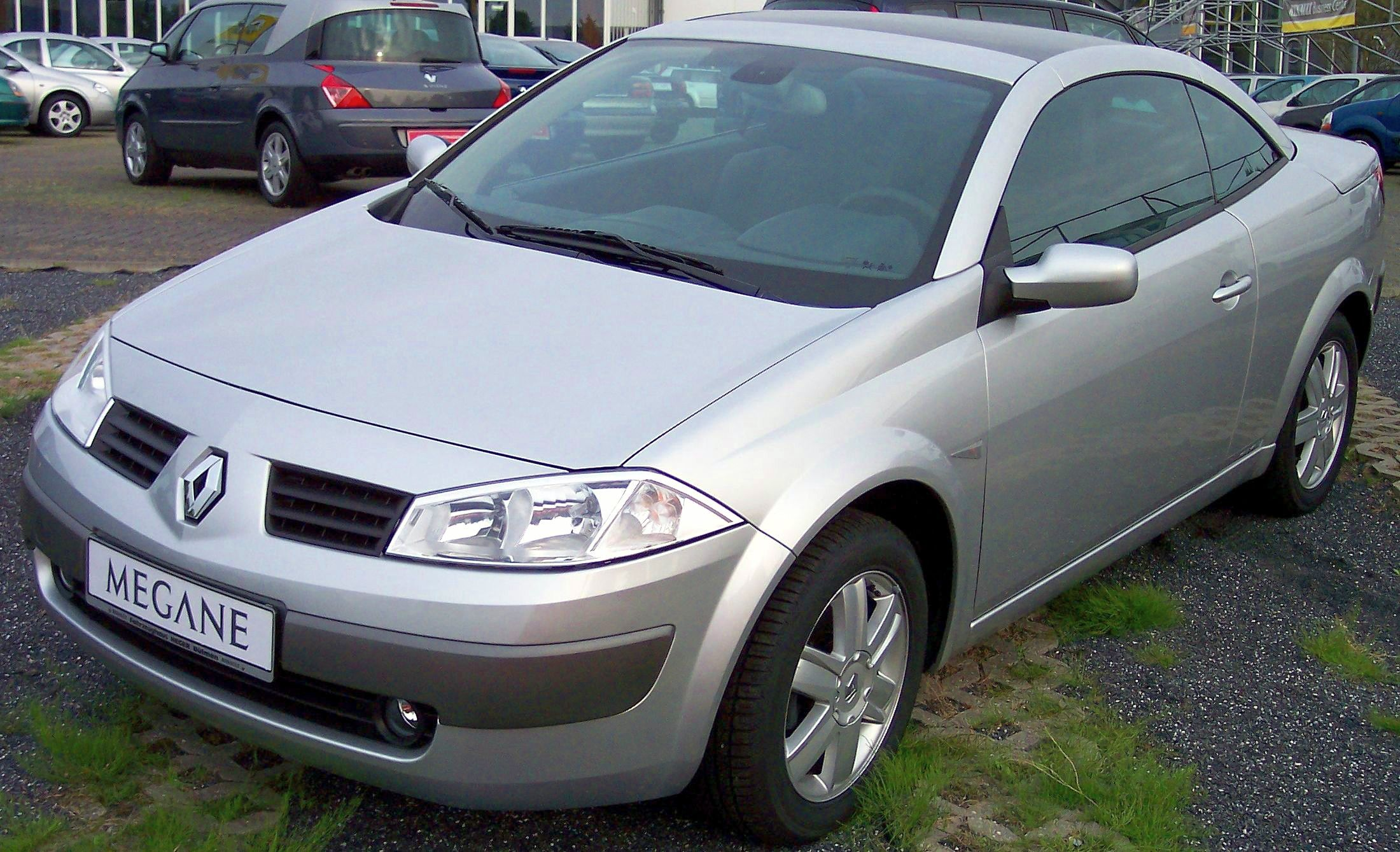
ルノー・メガーヌグラスルーフ。カブリオレ電動格納式のハードトップを装備している
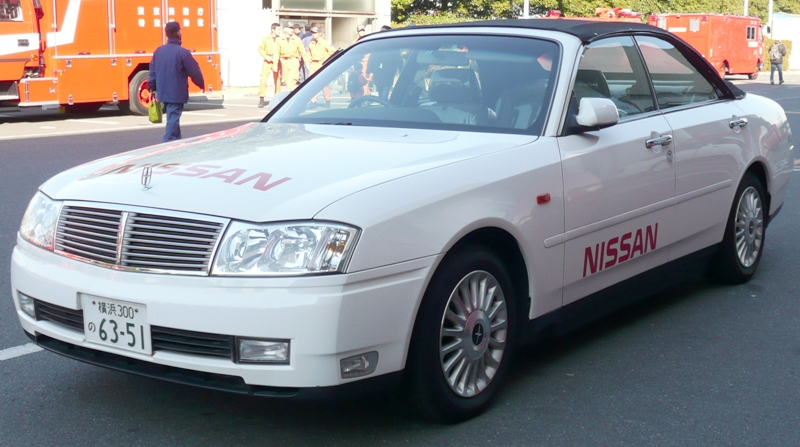
日産・セドリックを改造したパレード用オープンカー
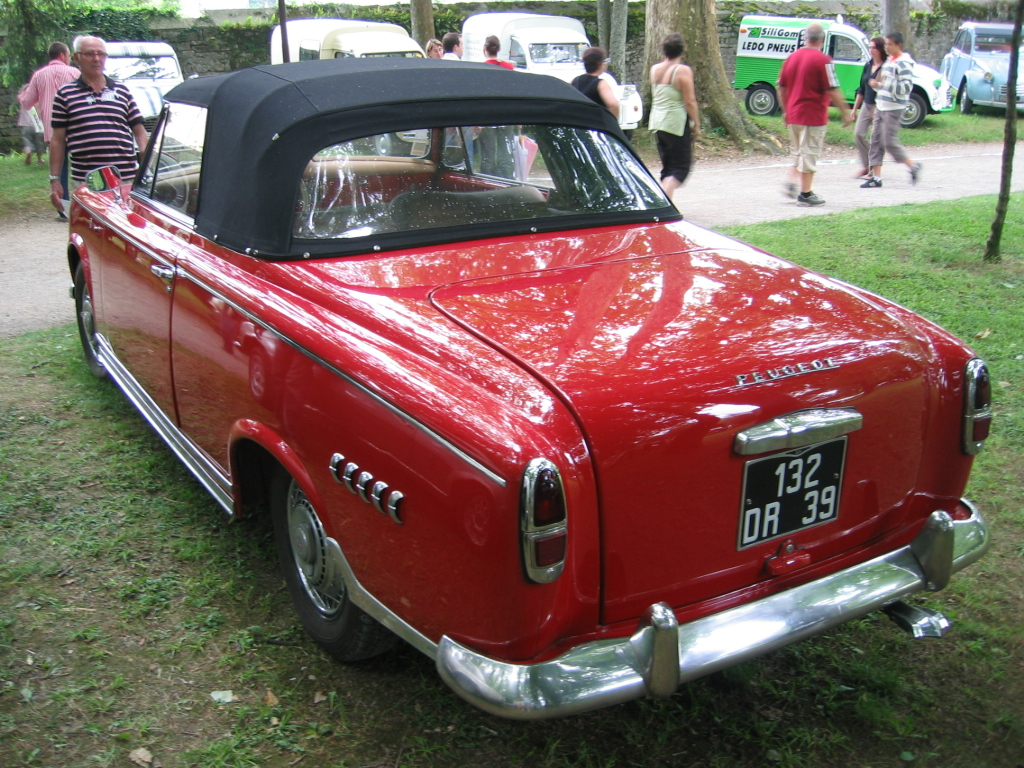
プジョー・403クーペ
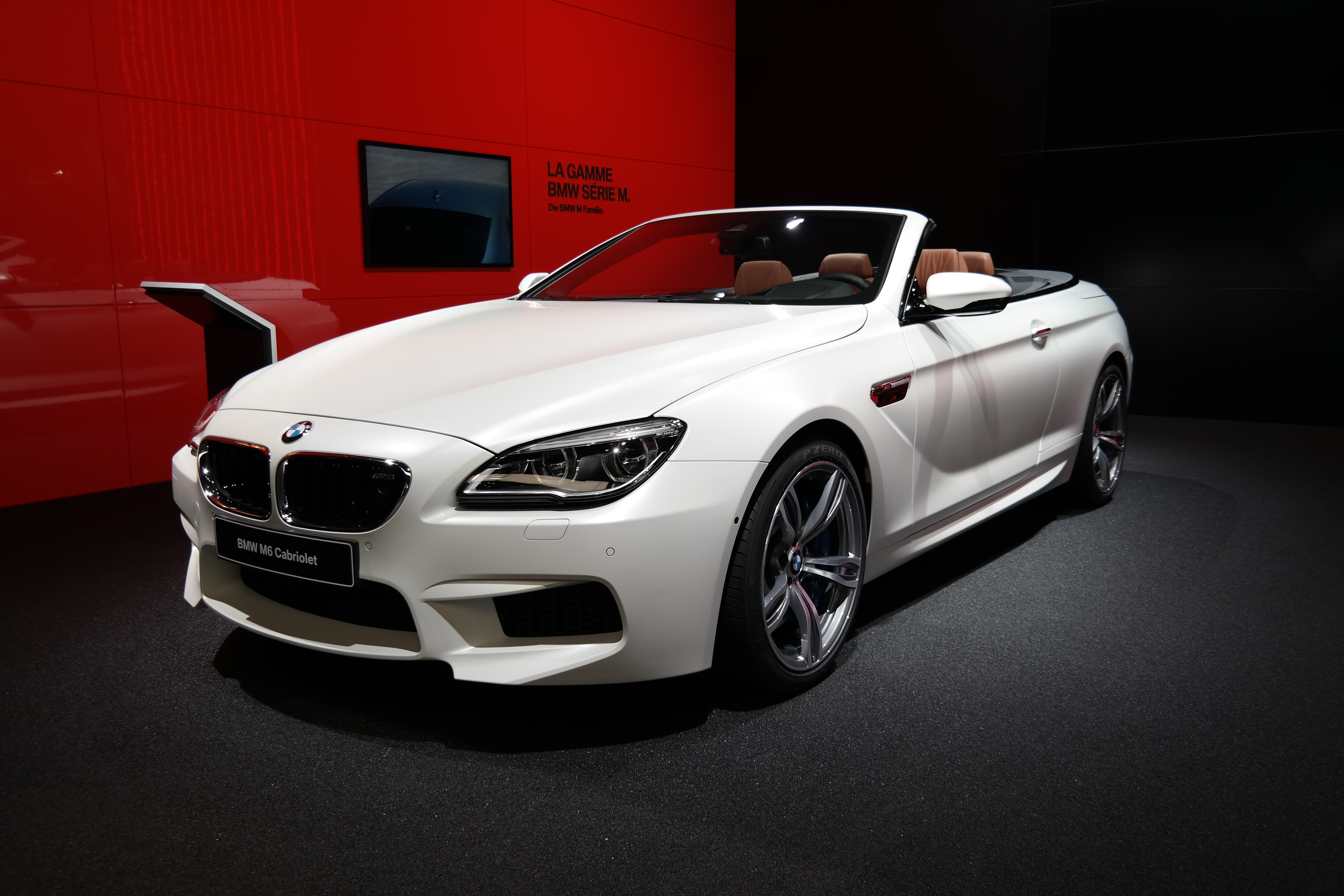
BMW M6 カブリオレ
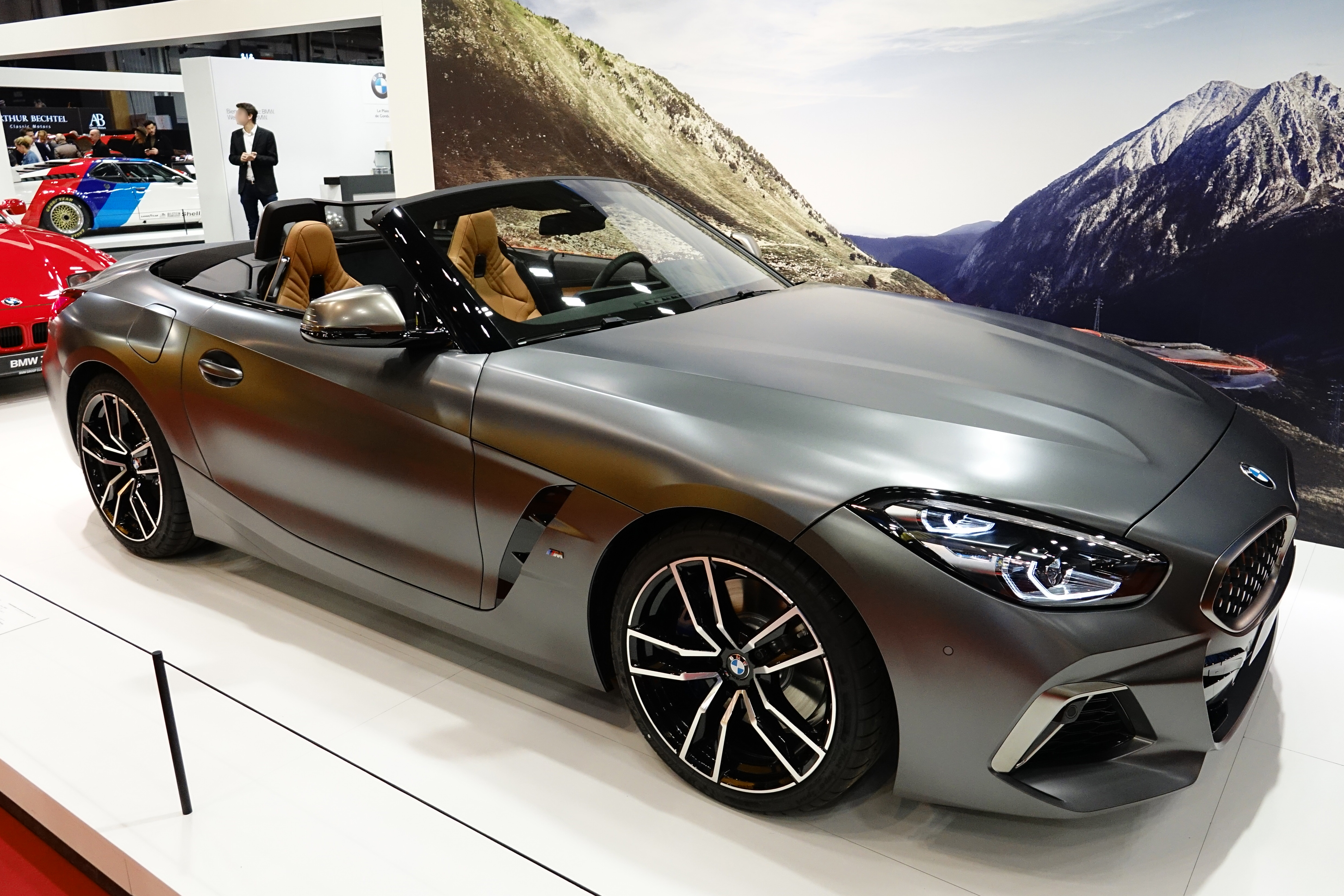
BMW Z4
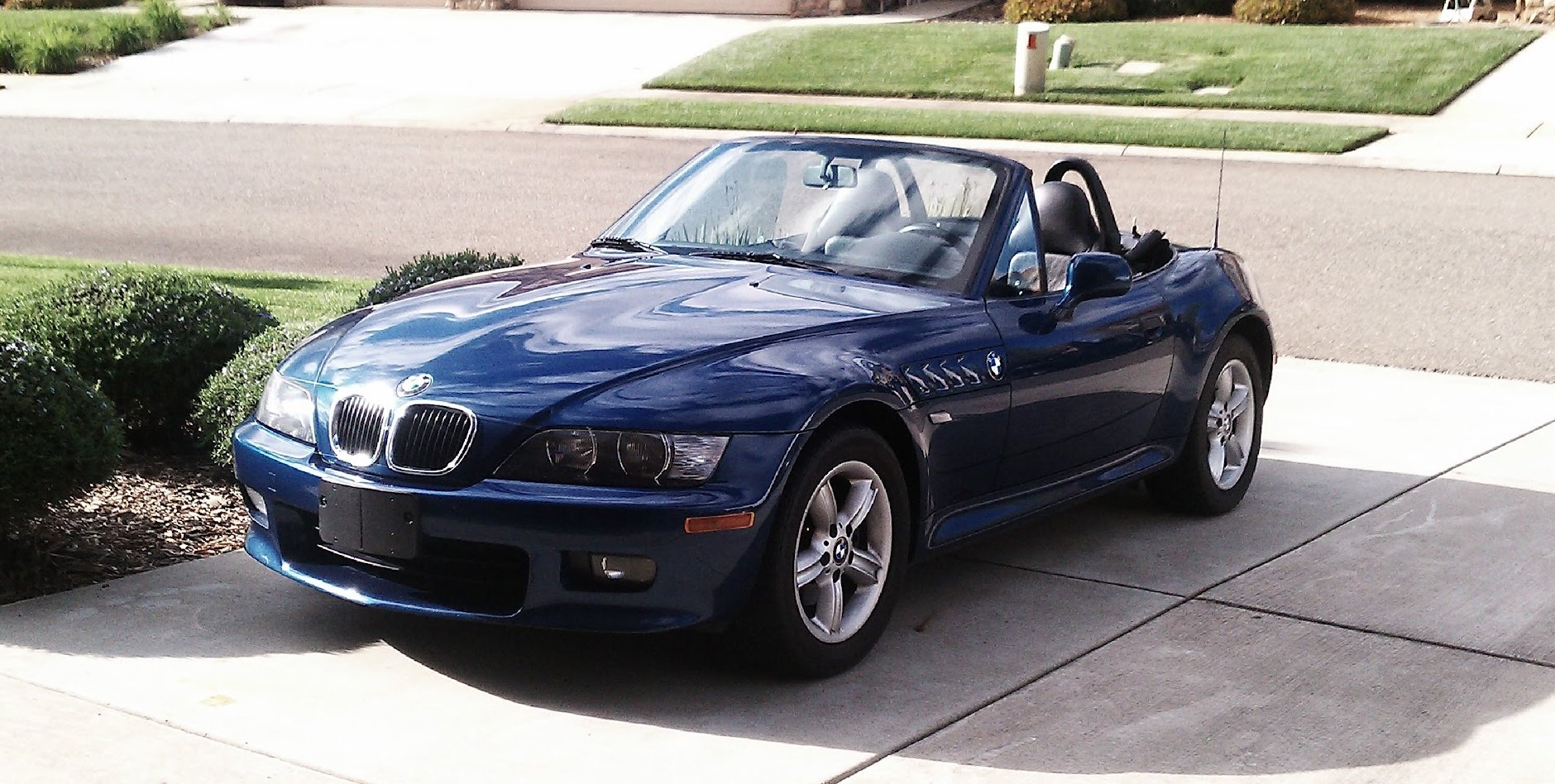
BMW Z3 2.5i ロードスター
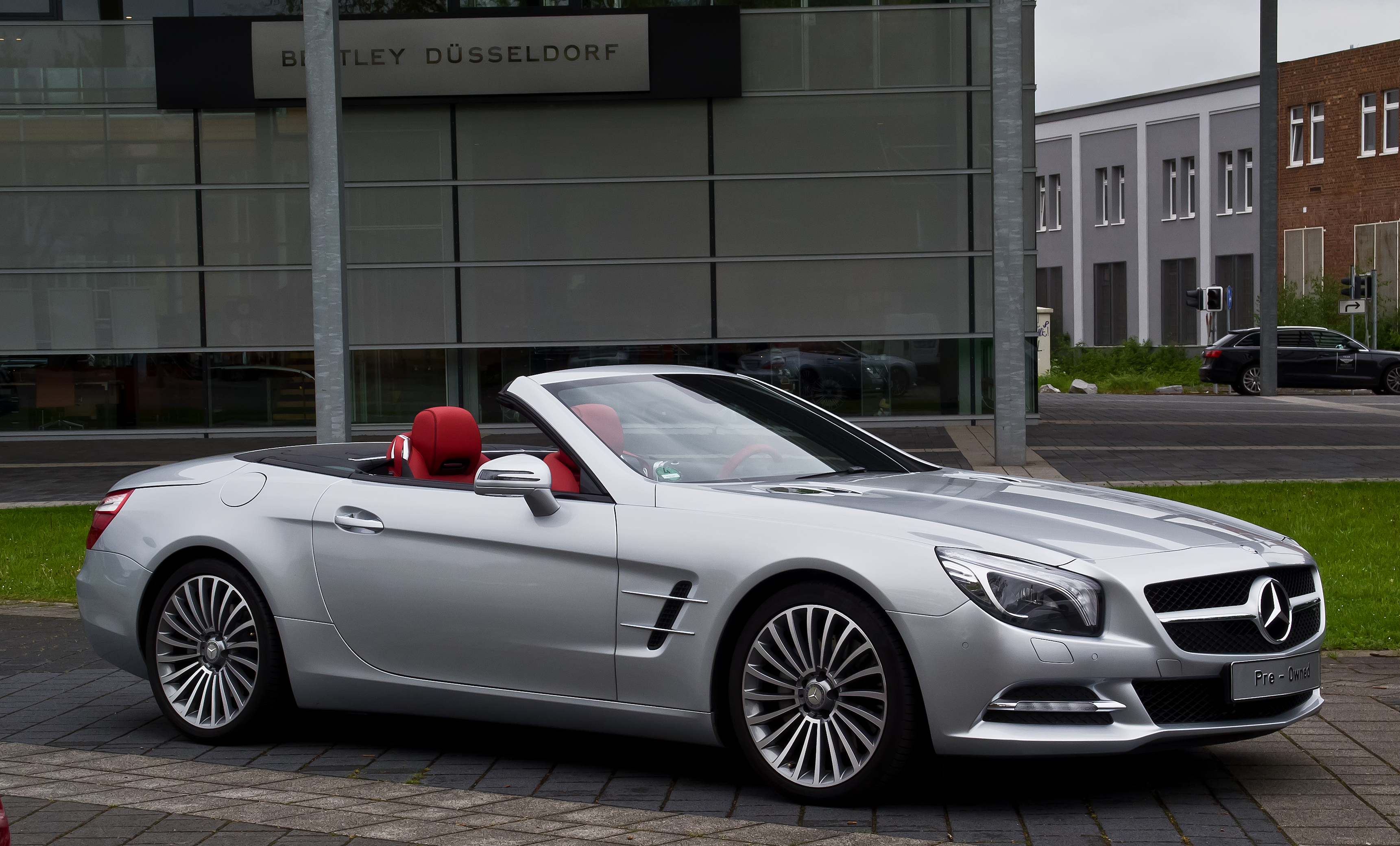
メルセデス・ベンツ SLクラス
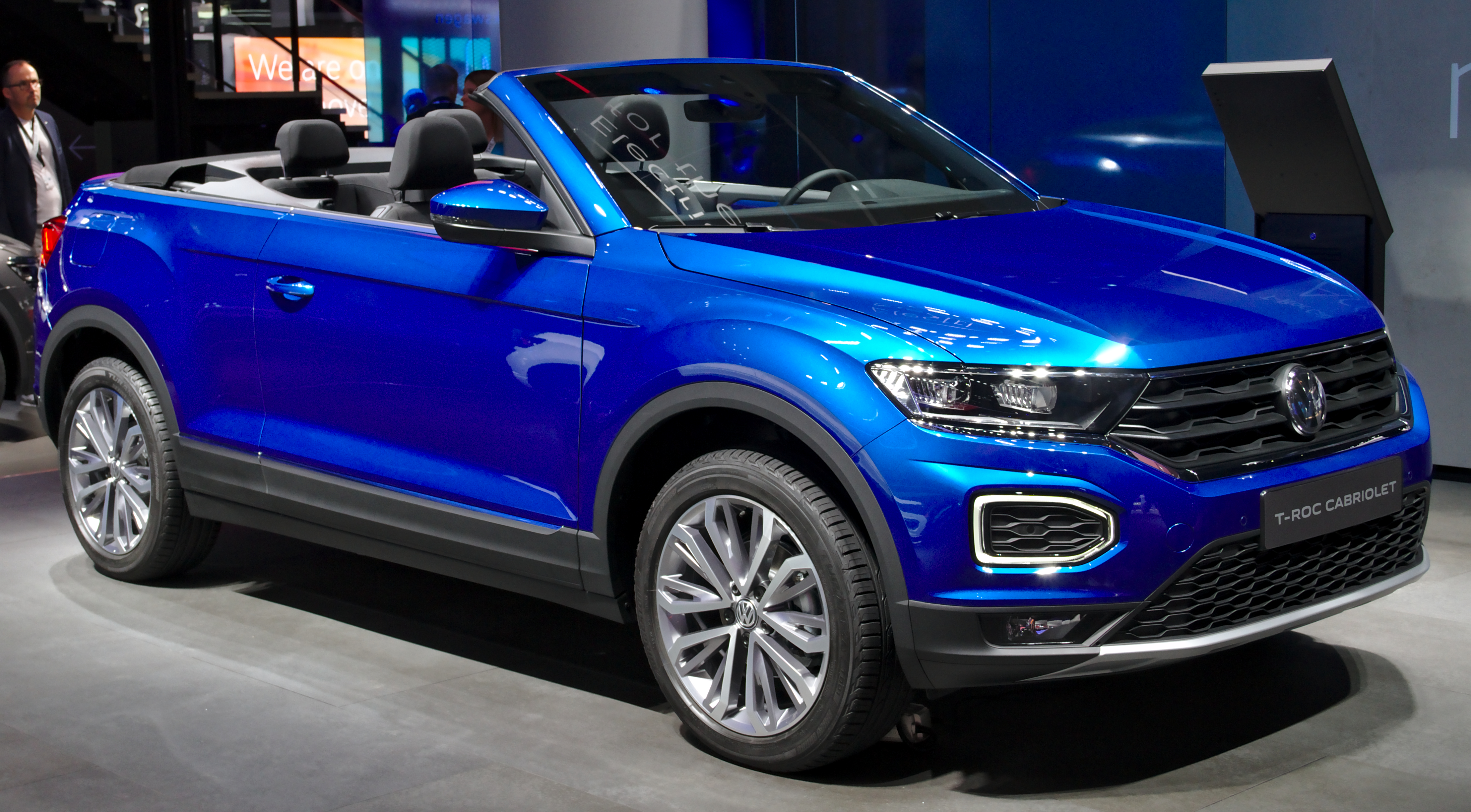
フォルクスワーゲン・T-Roc カブリオレ

### 競技車

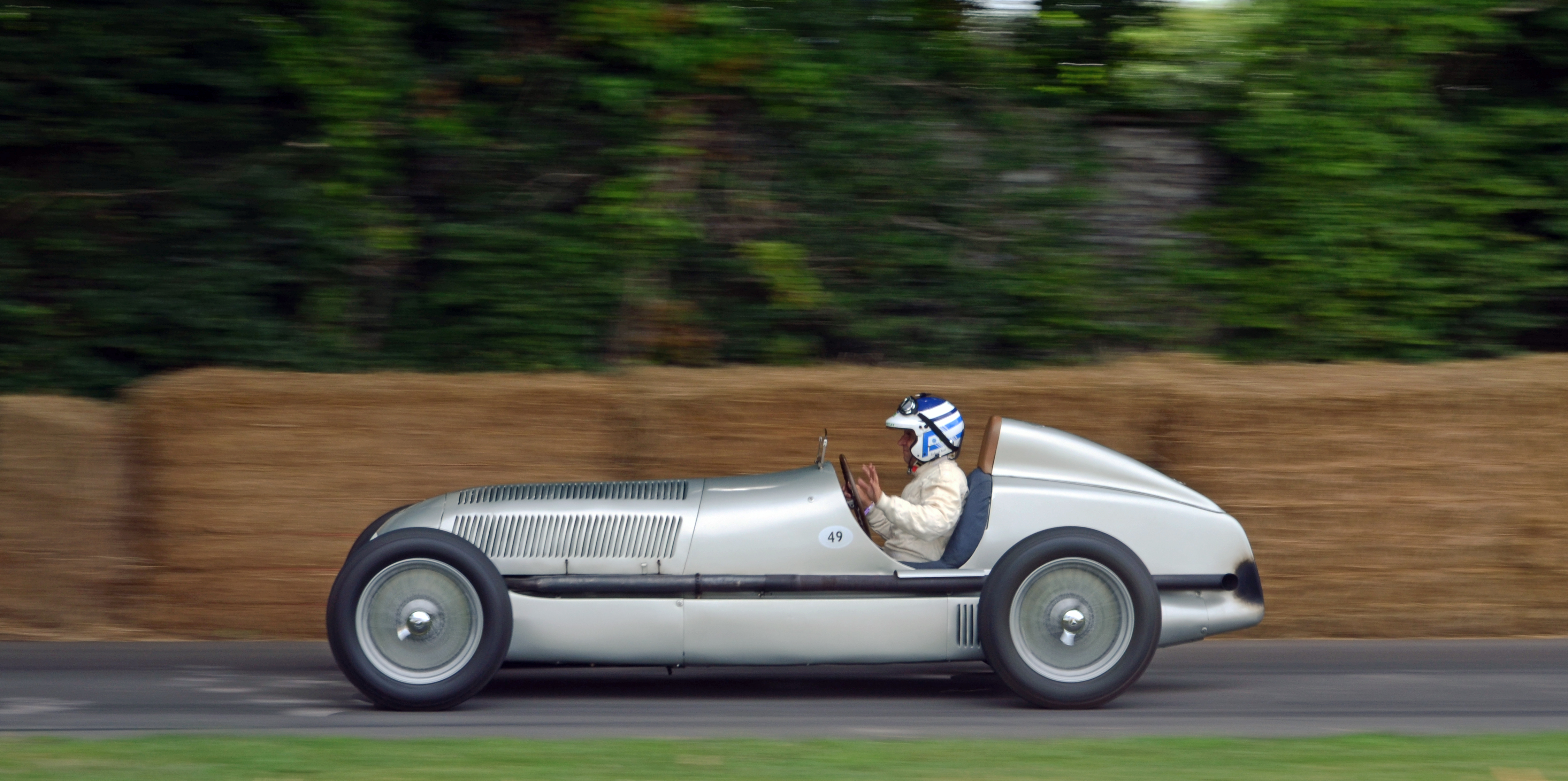
メルセデス・ベンツ・W125（1937年・欧州ドライバーズ選手権）
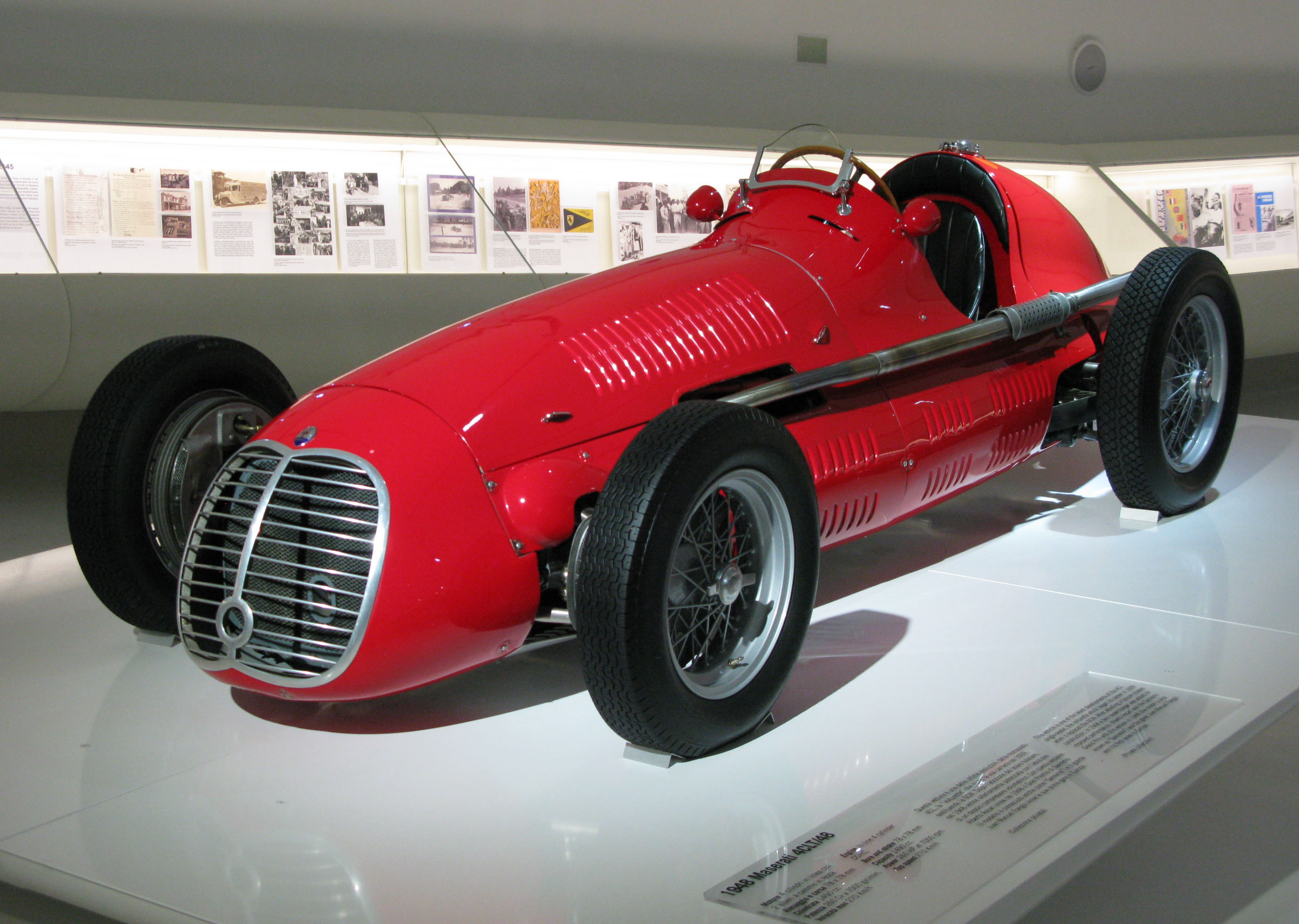
マセラティ・4CLT（1952年・F2）
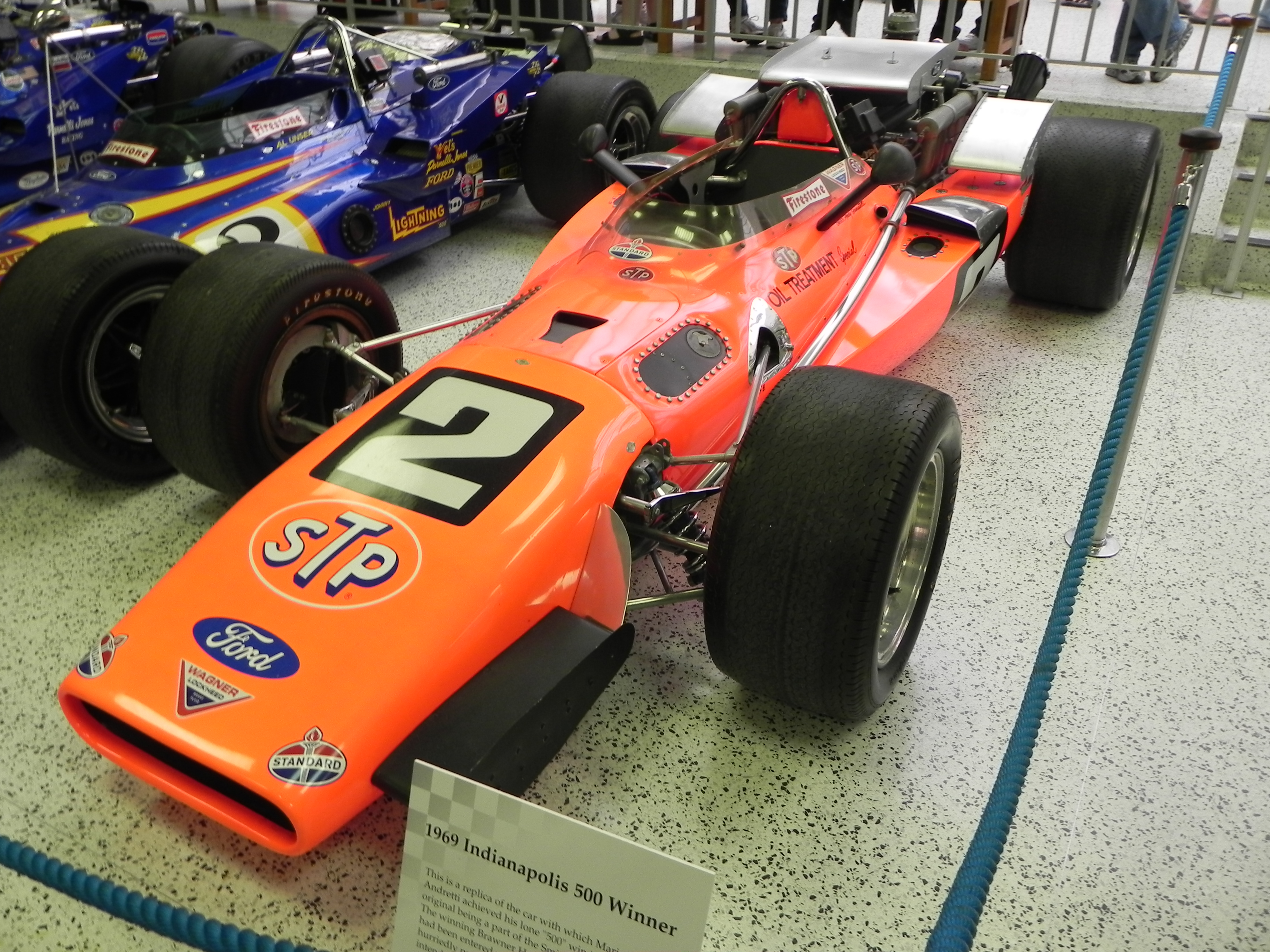
フォード・ブラウナー・ホーク#2（1969年・チャンプカー）
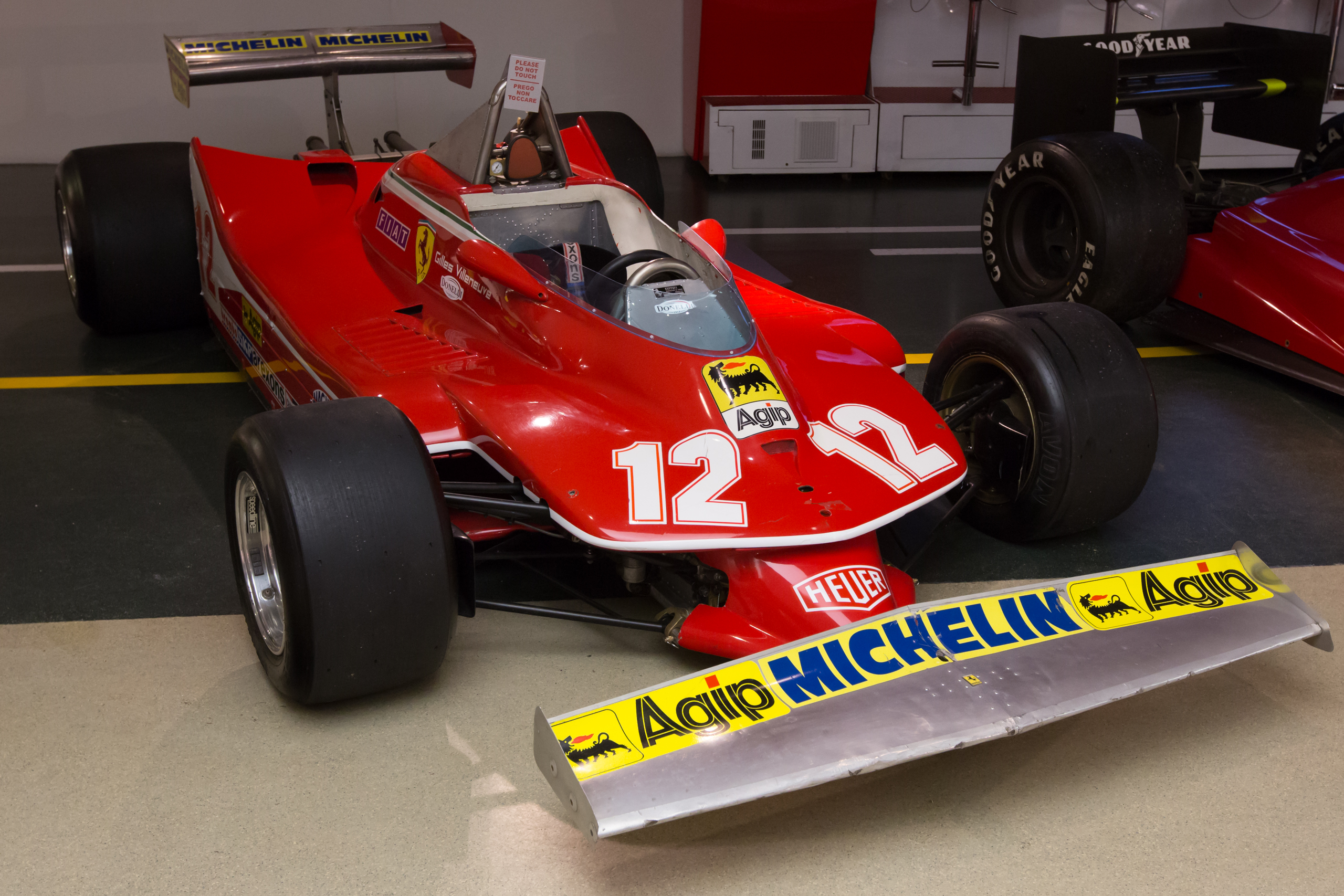
フェラーリ・312 T4（1979年・F1）
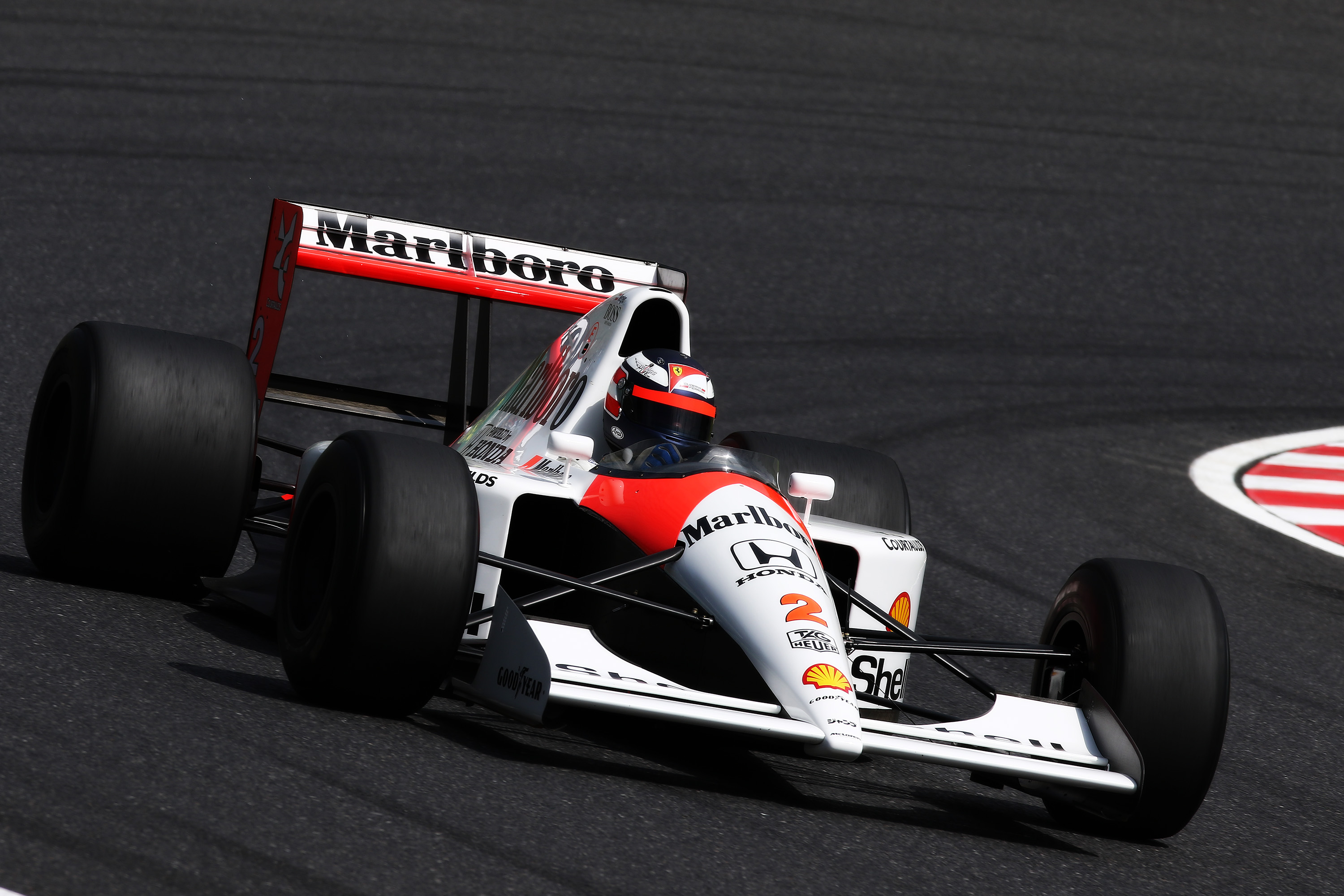
マクラーレン・MP4/6（1991年・F1）
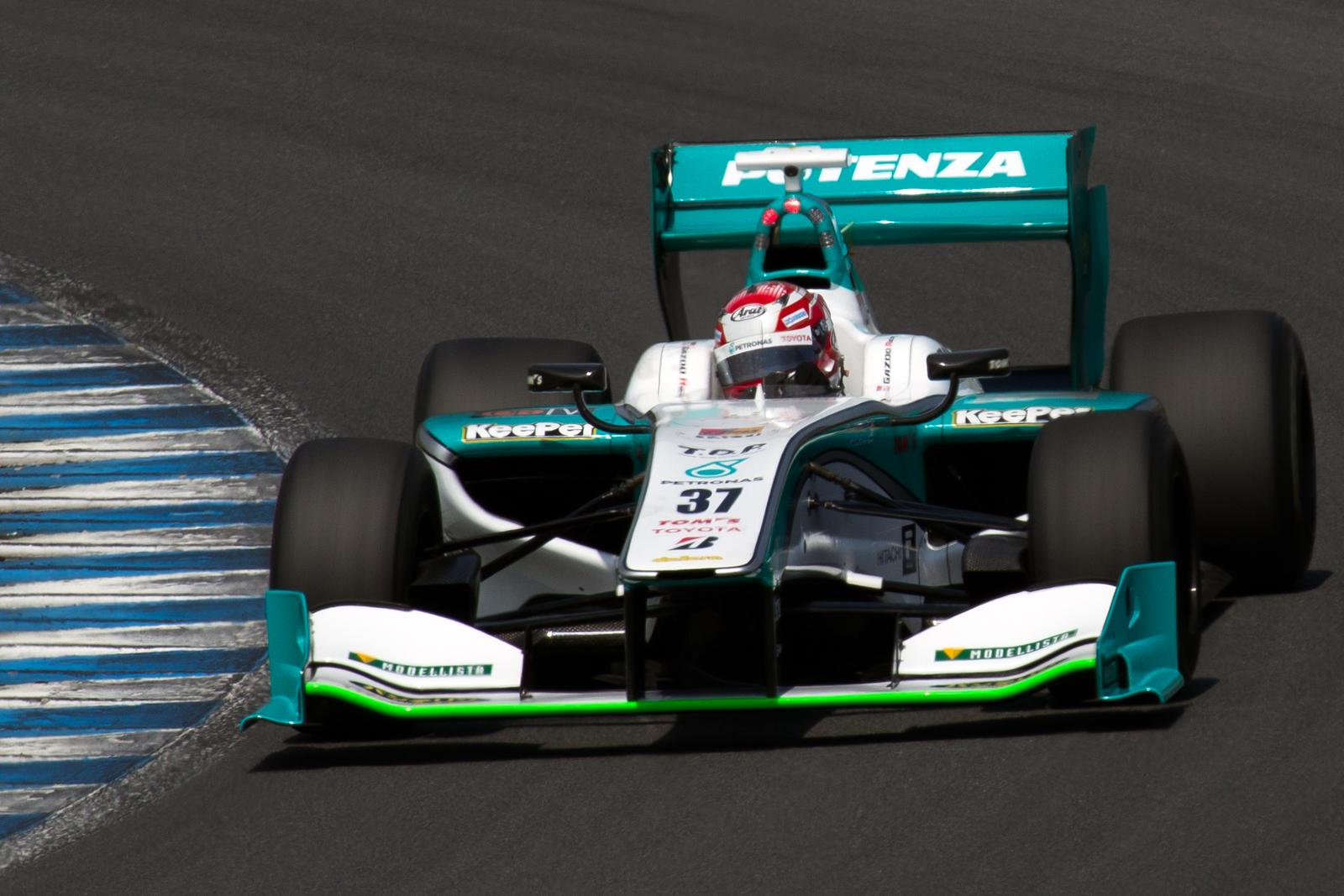
ダラーラ・SF14（2014年・スーパーフォーミュラ）
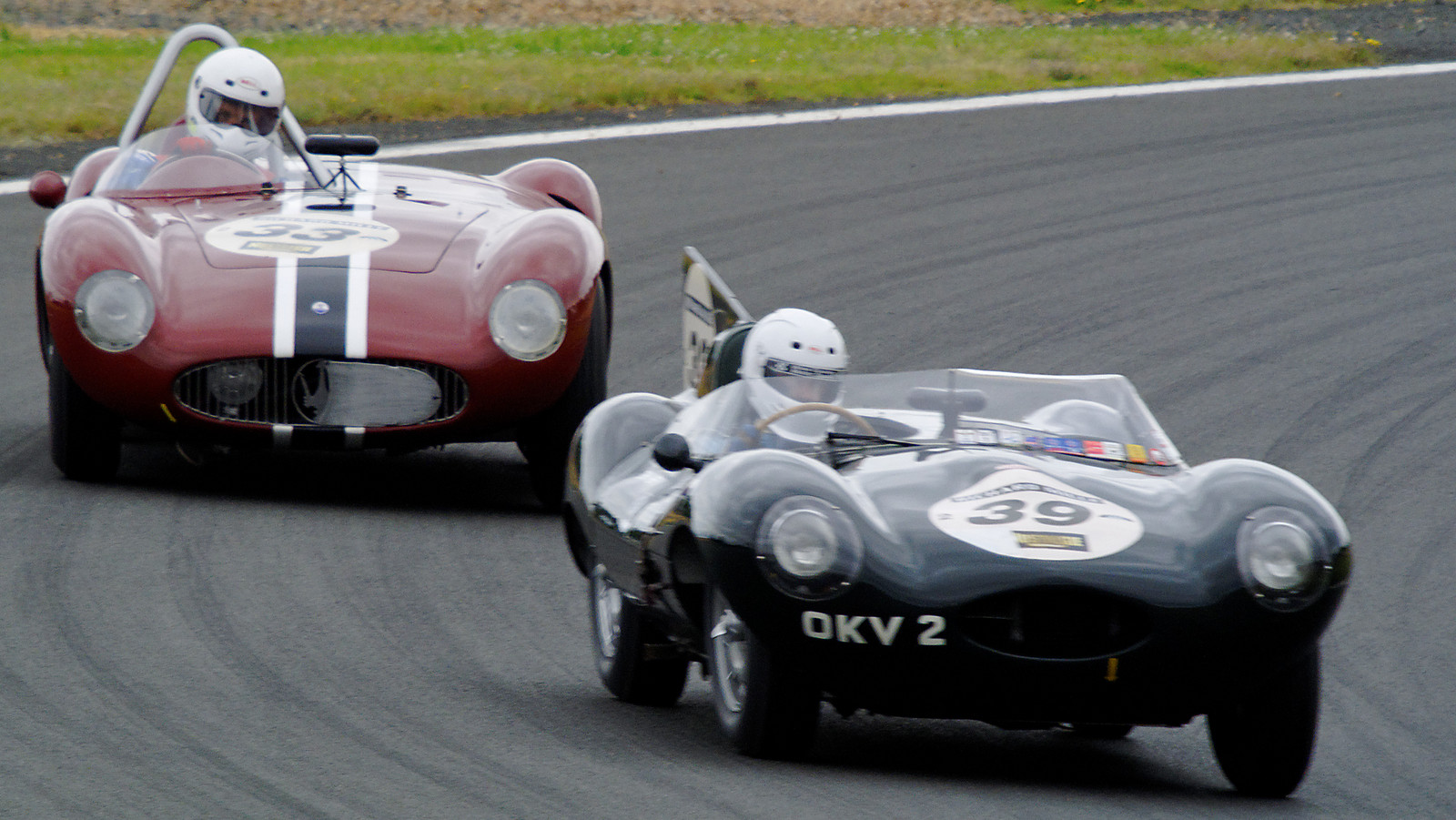
マセラティ・300S（左）とジャガー・Dタイプ（右）（1955年・S3000とS5000）
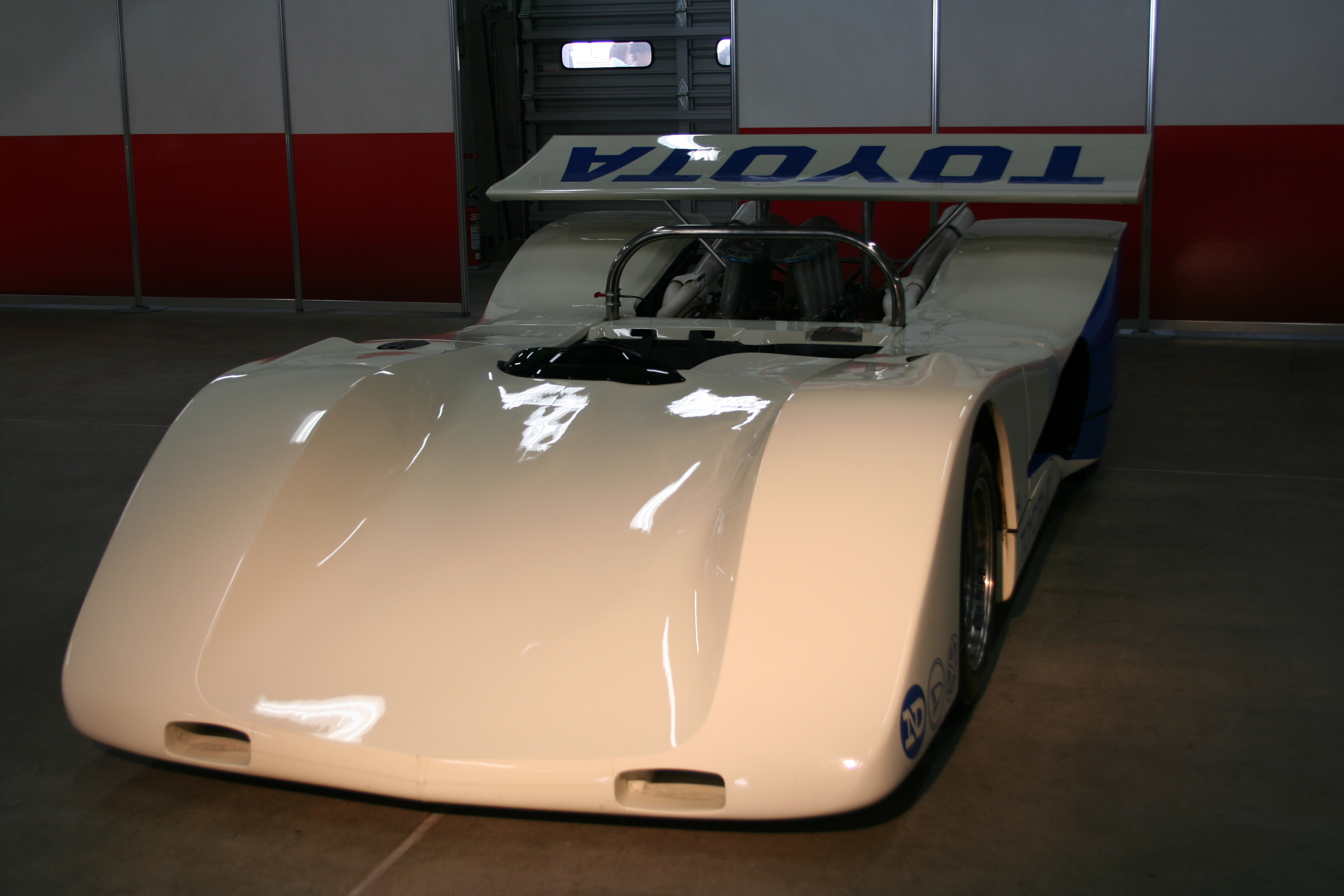
トヨタ・7（1970年・グループ7）
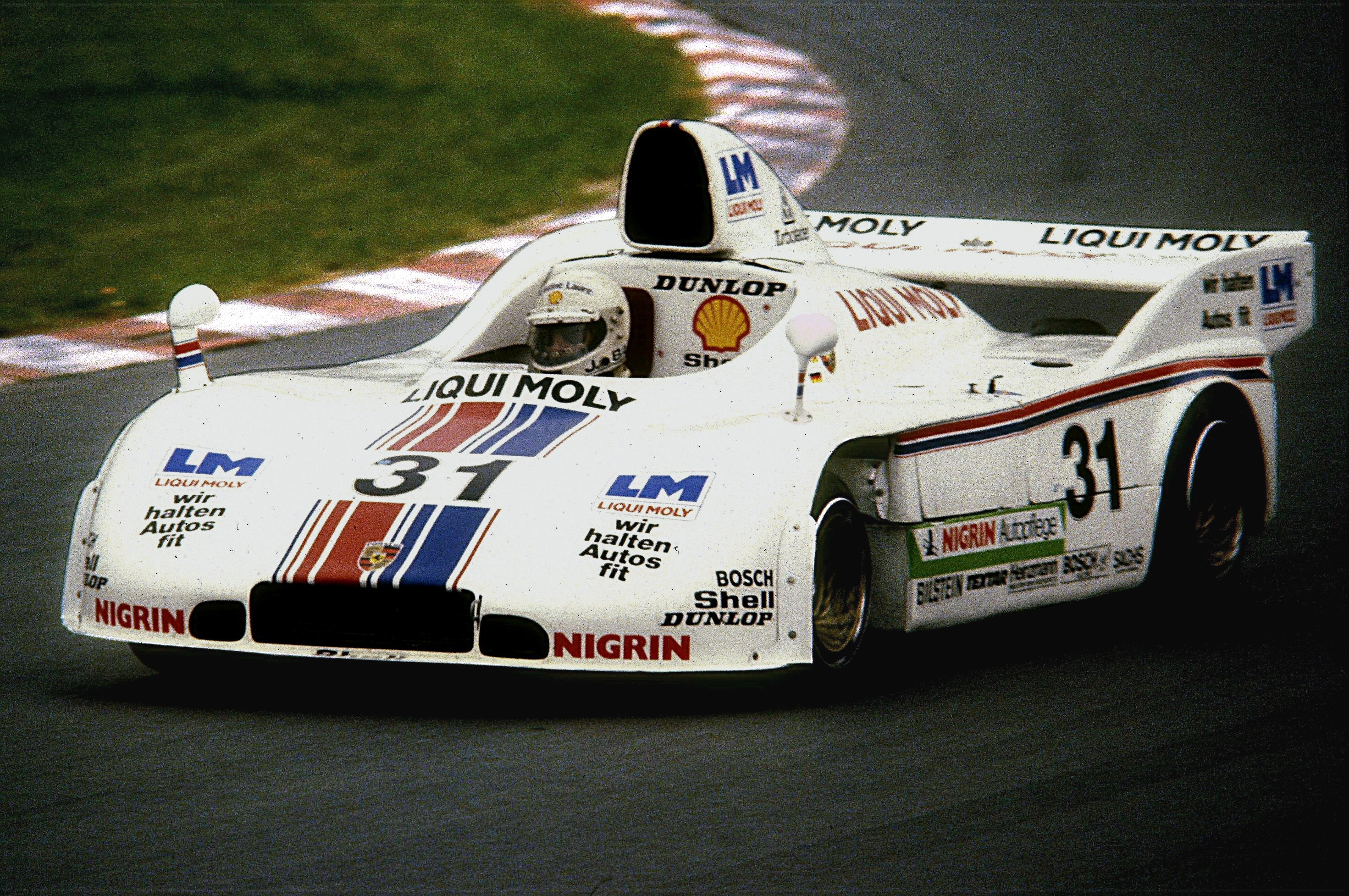
ポルシェ・908/3ターボ（1980年・グループ6）
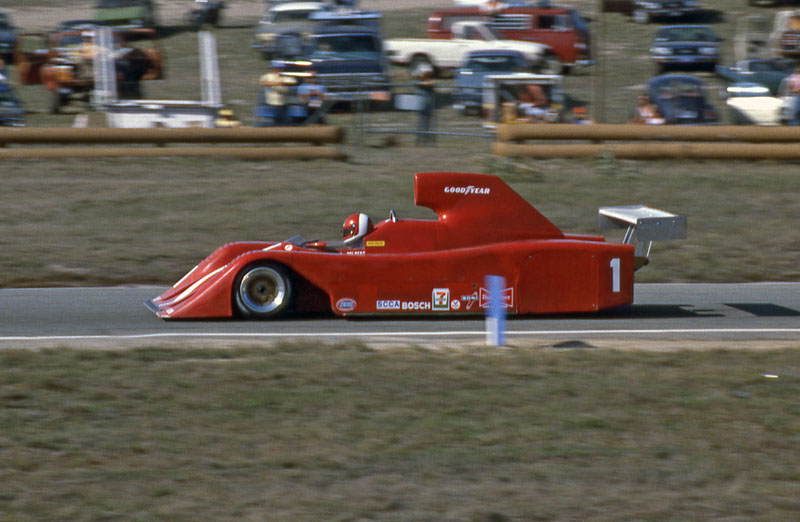
VDS-001（1982年・Can-Am）
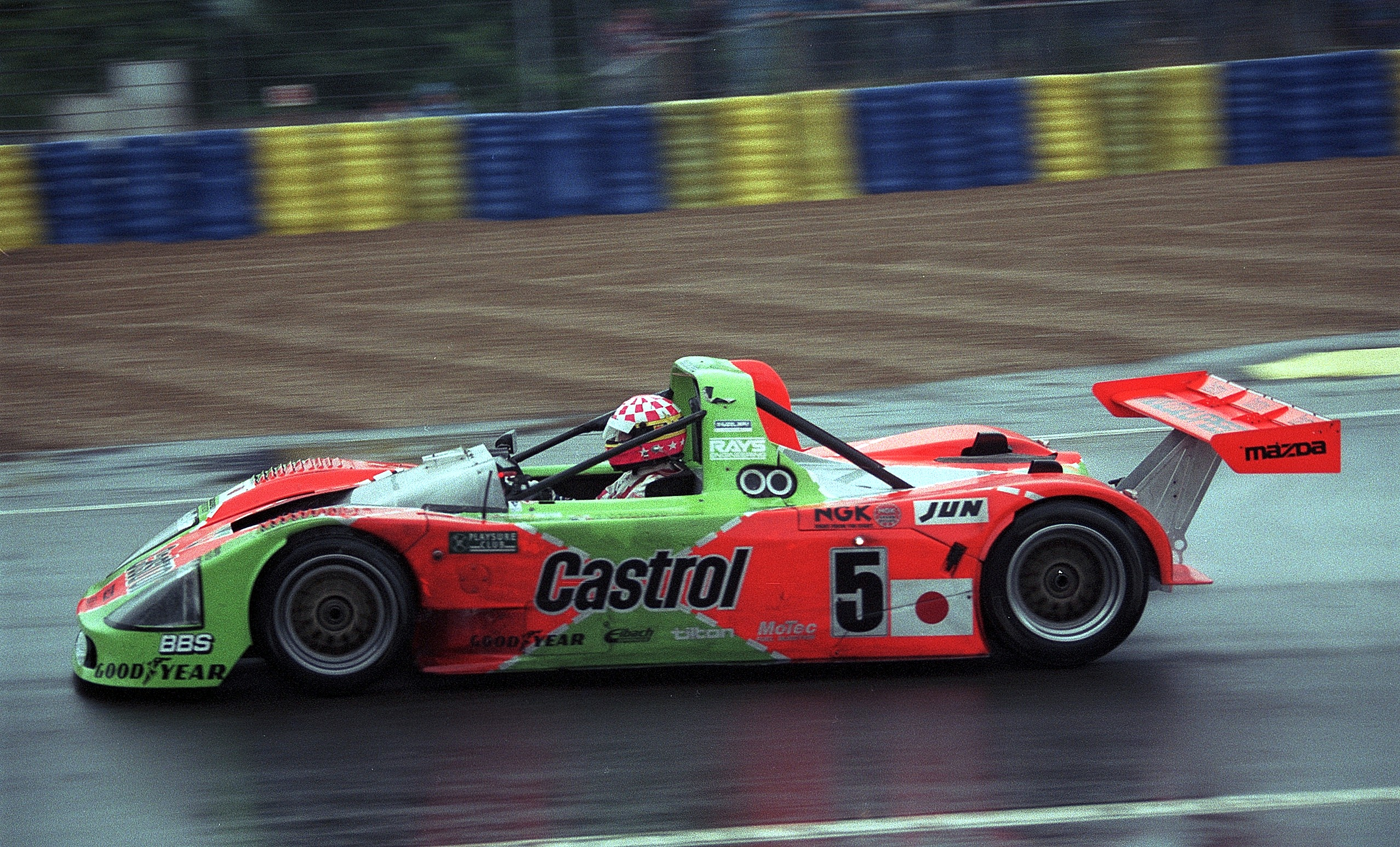
クッズ・マツダDG-3（1995年・WSC）
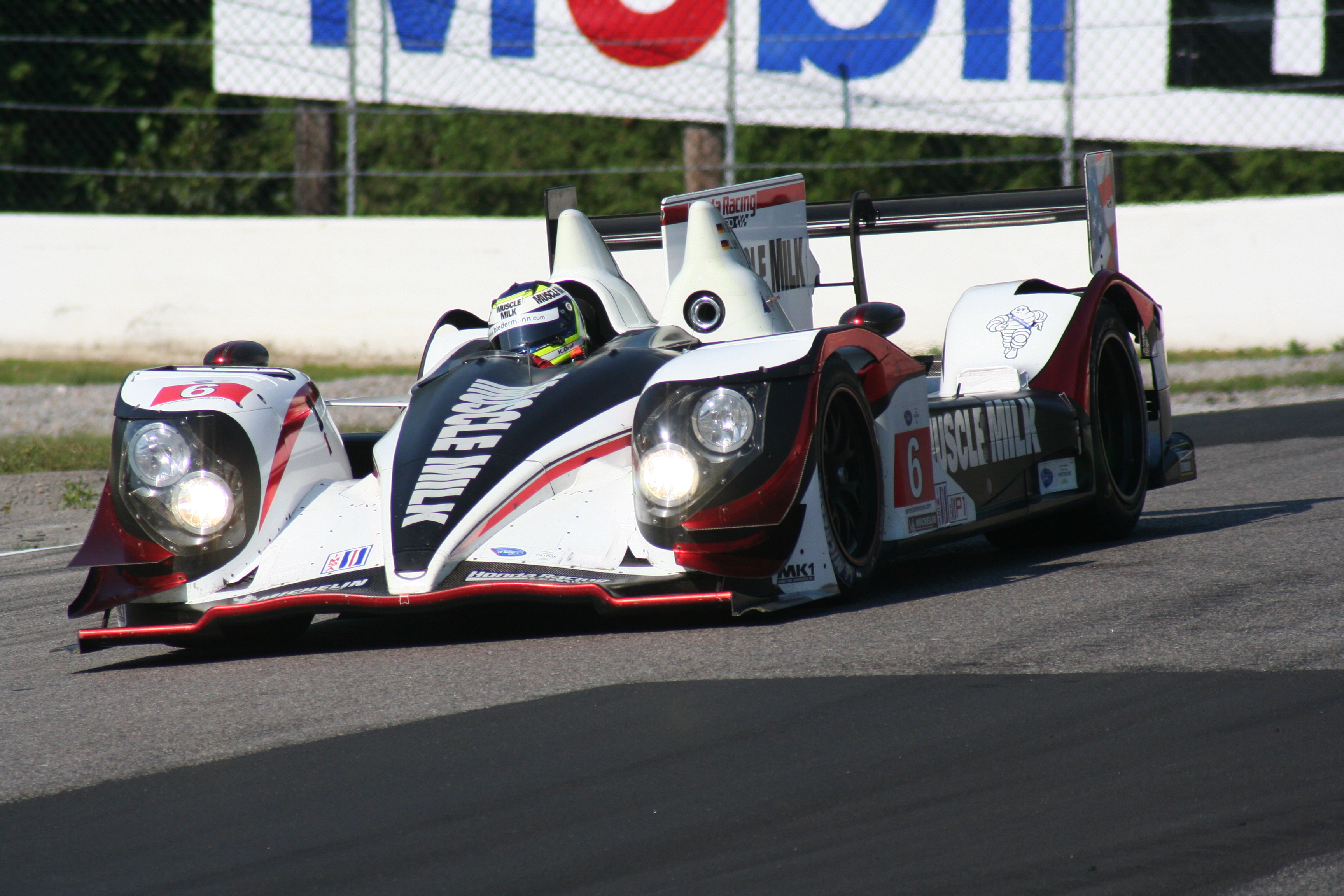
HPD・ARX-03a（2013年・LMP1）
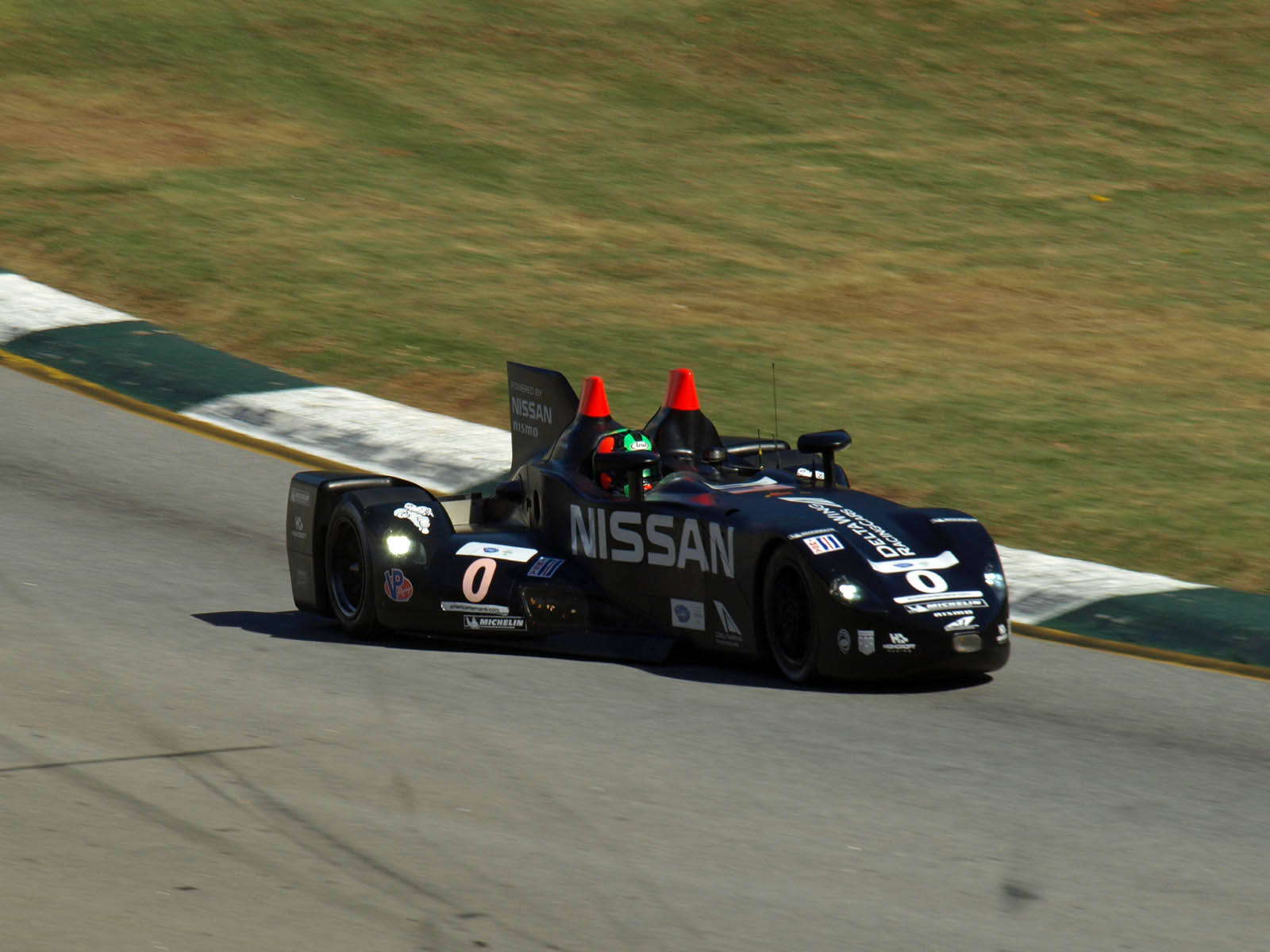
デルタウィング（2012年・ガレージ56）
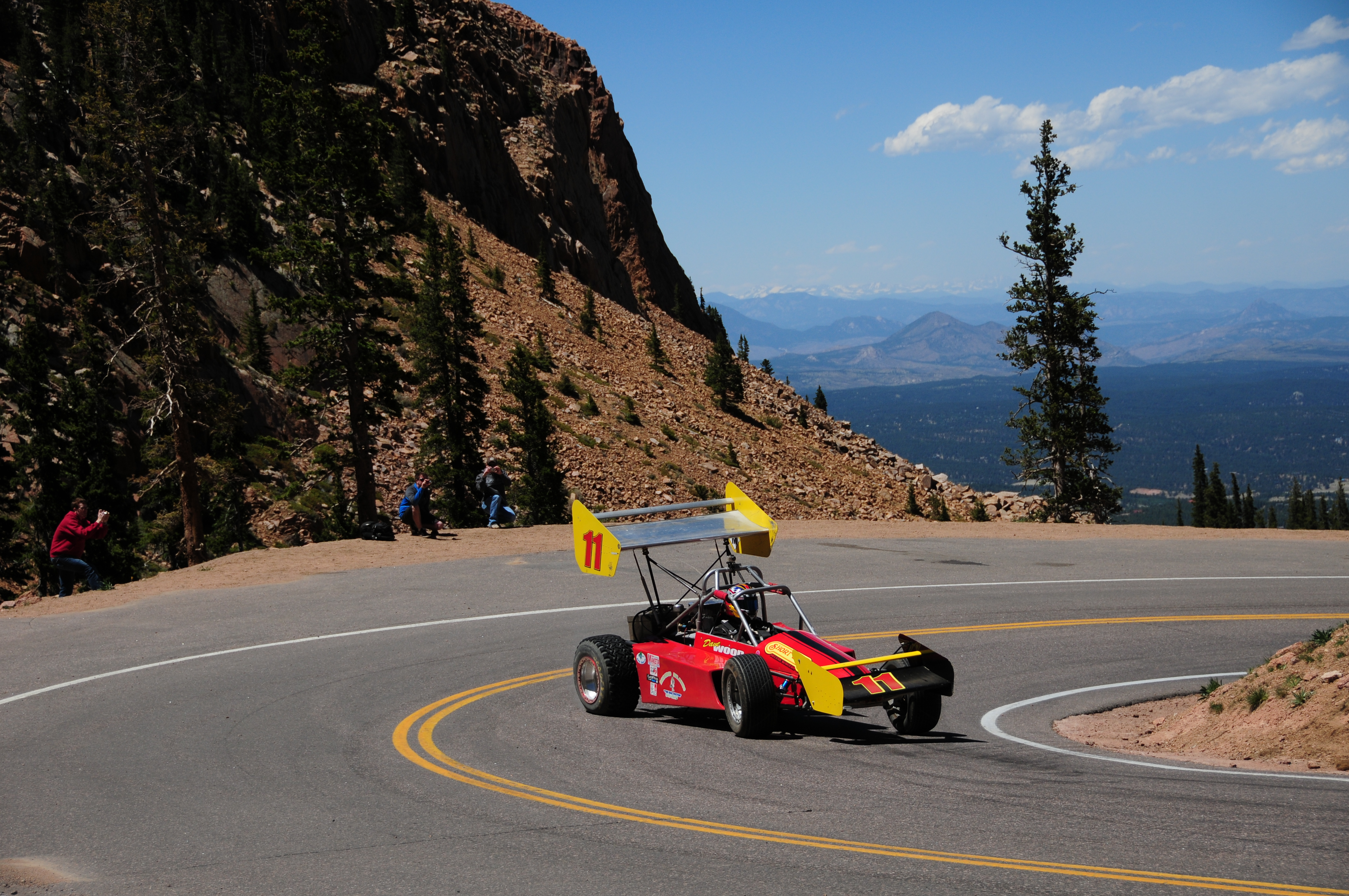
ウェルス・コヨーテ（2011年・パイクスピーク・ヒルクライム）
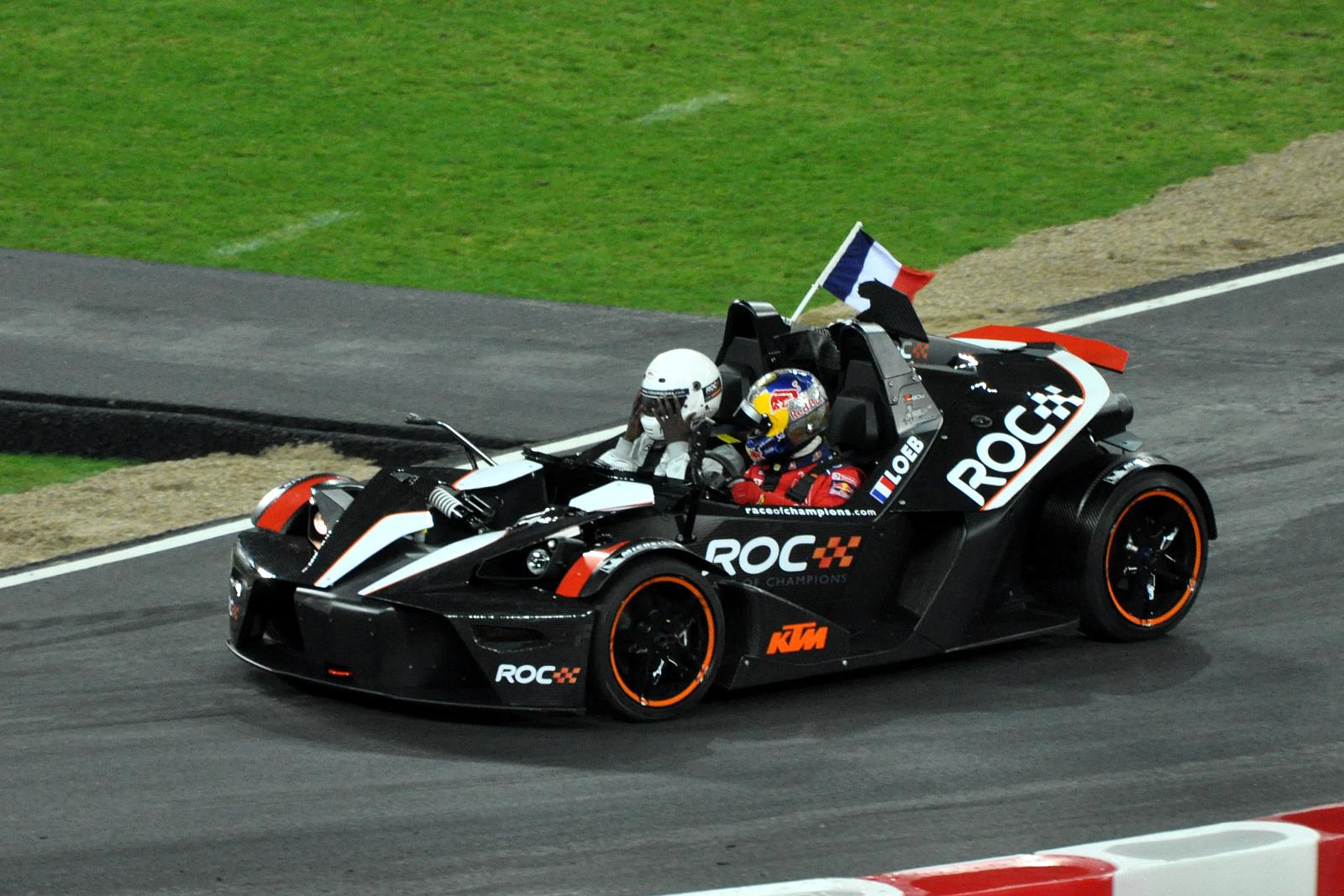
KTM・X-Bow（2008年・レース・オブ・チャンピオンズ）
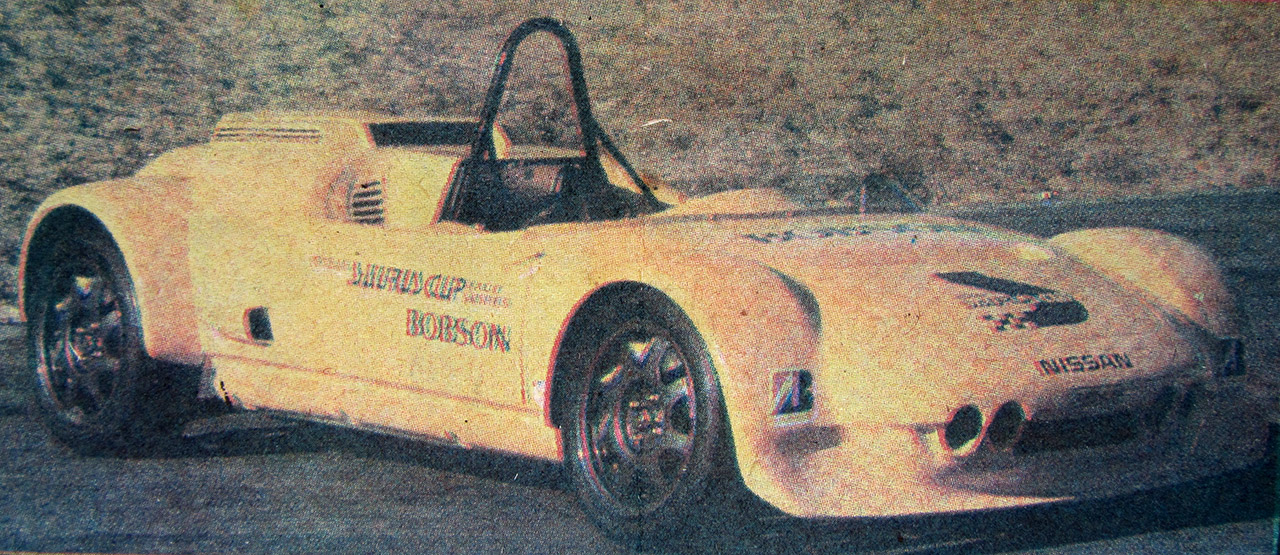
日産・ザウルス（1989年）
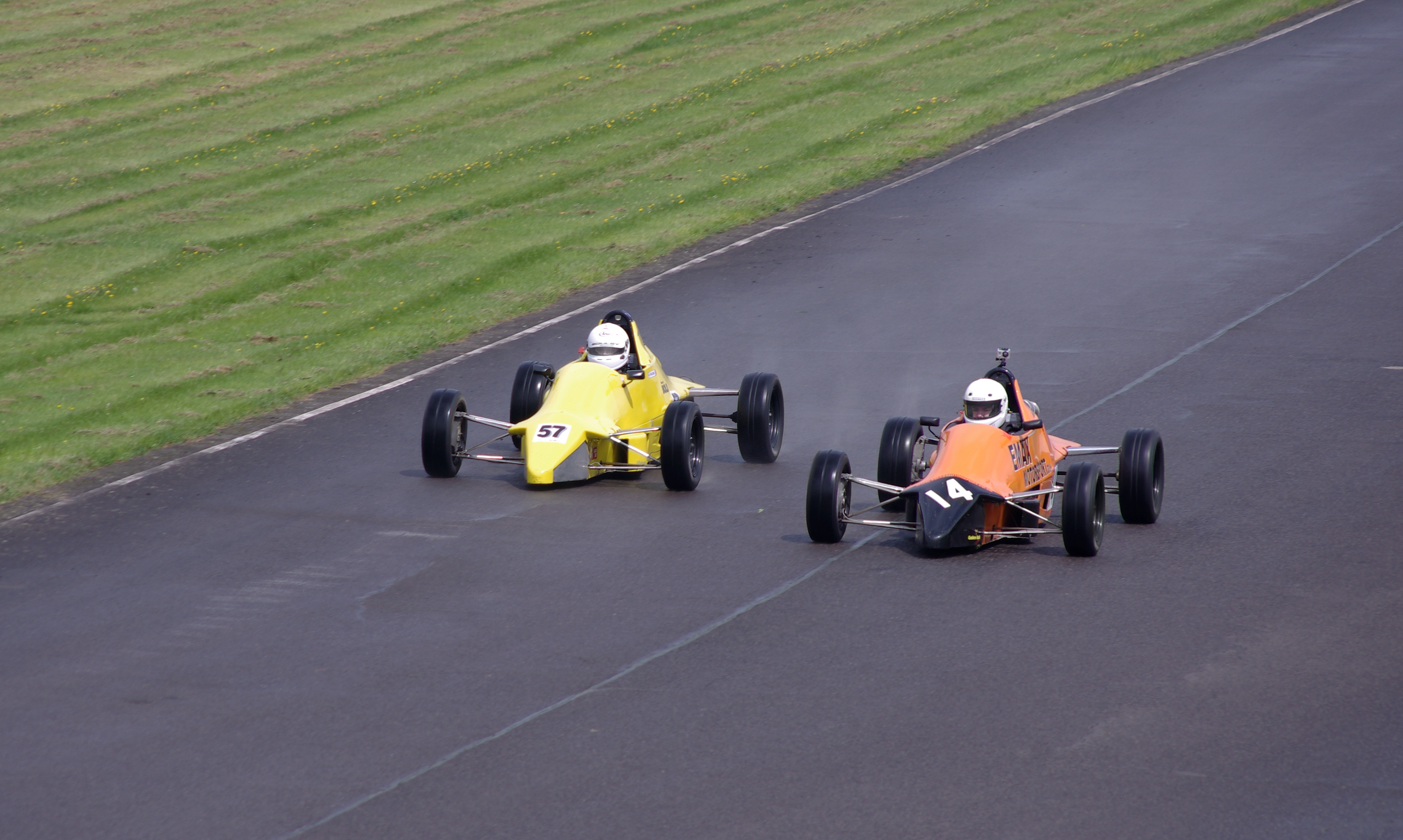
フォーミュラ・フォード（2012年）
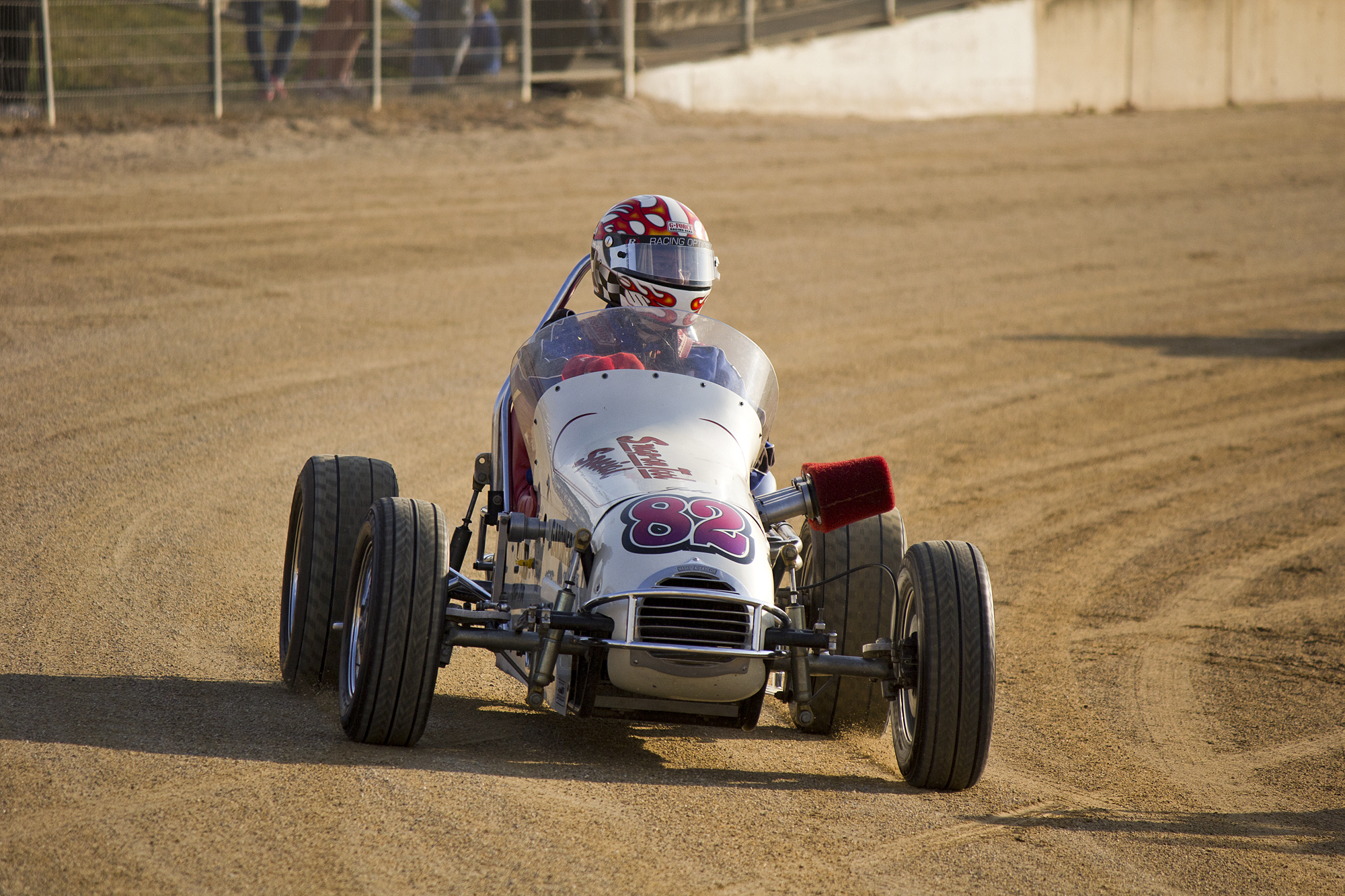
ミジェットカー（2012年）